# Psihiatria punitivă în Uniunea Sovietică

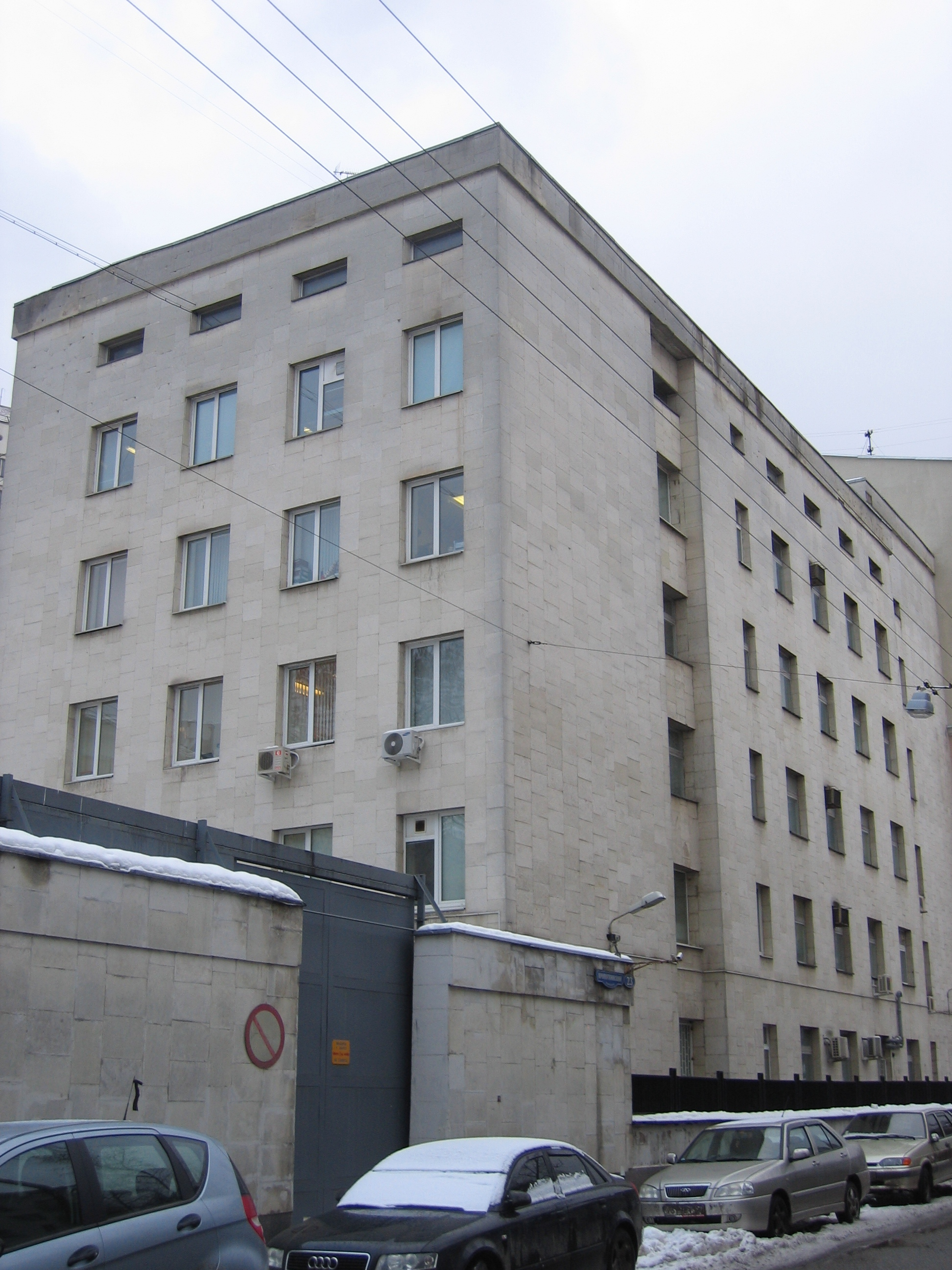
Institutul Central de Cercetare Serbski pentru Psihiatrie Legală, numit pentru scurt timp și Institutul Serbski (sediul din Moscova)

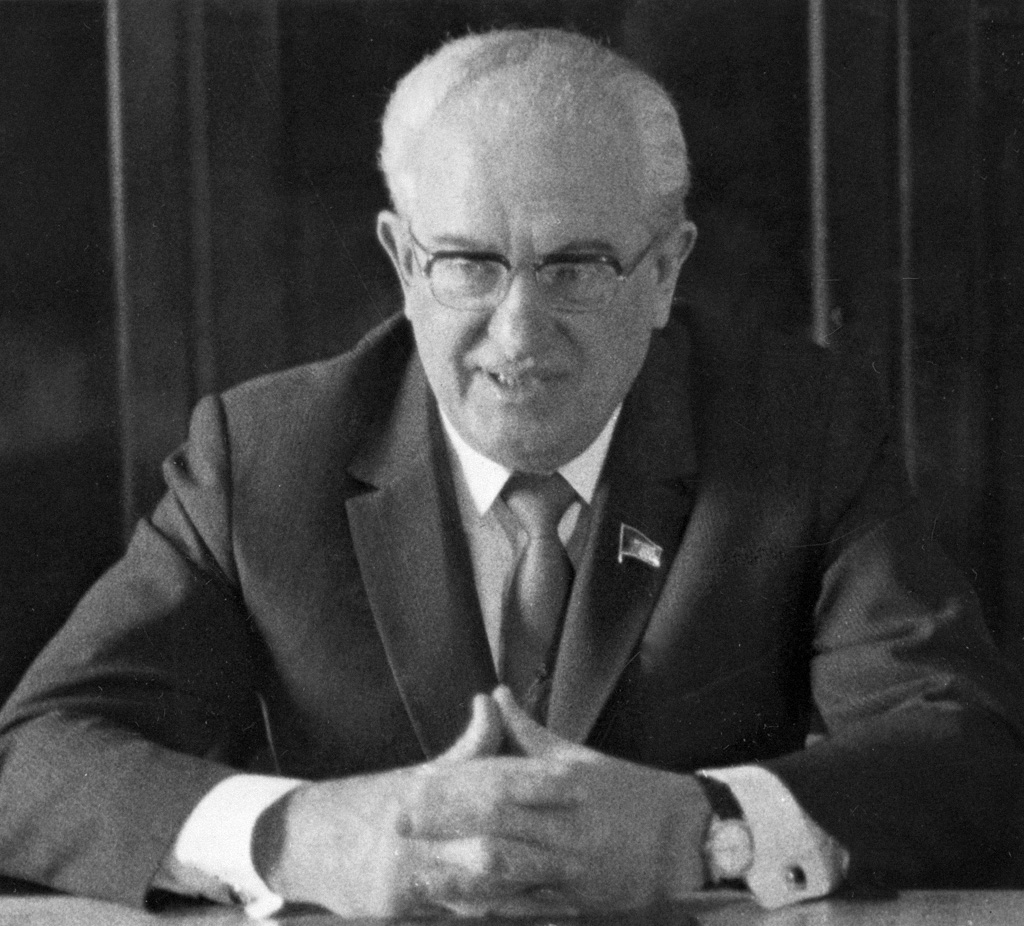
Iuri Andropov (1914-1984), președinte al KGB și Secretar general al Partidului Comunist al Uniunii Sovietice

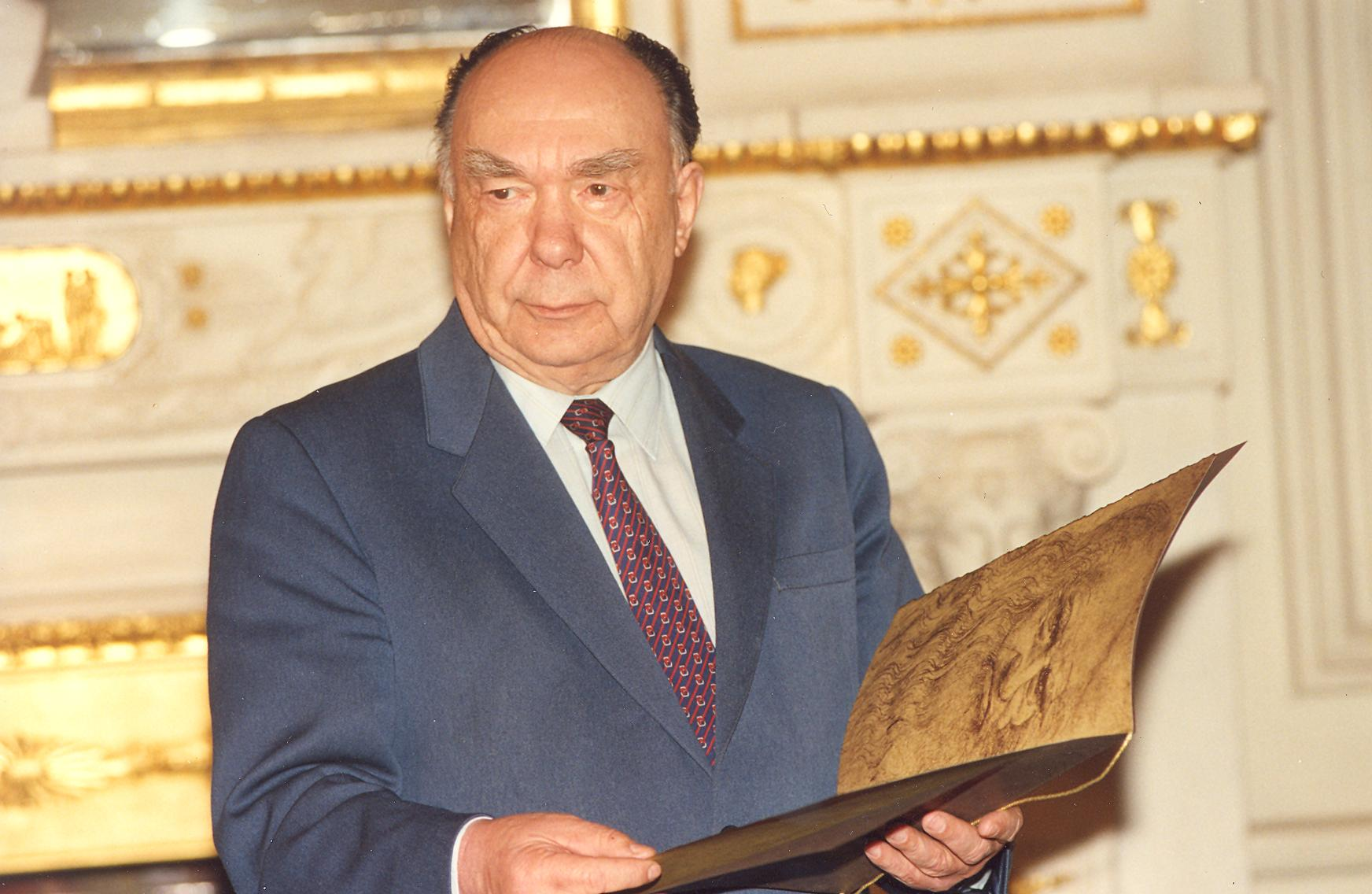
Alexandr Iakovlev (1923-2005), șeful Comisiei pentru reabilitarea victimelor represiunilor politice

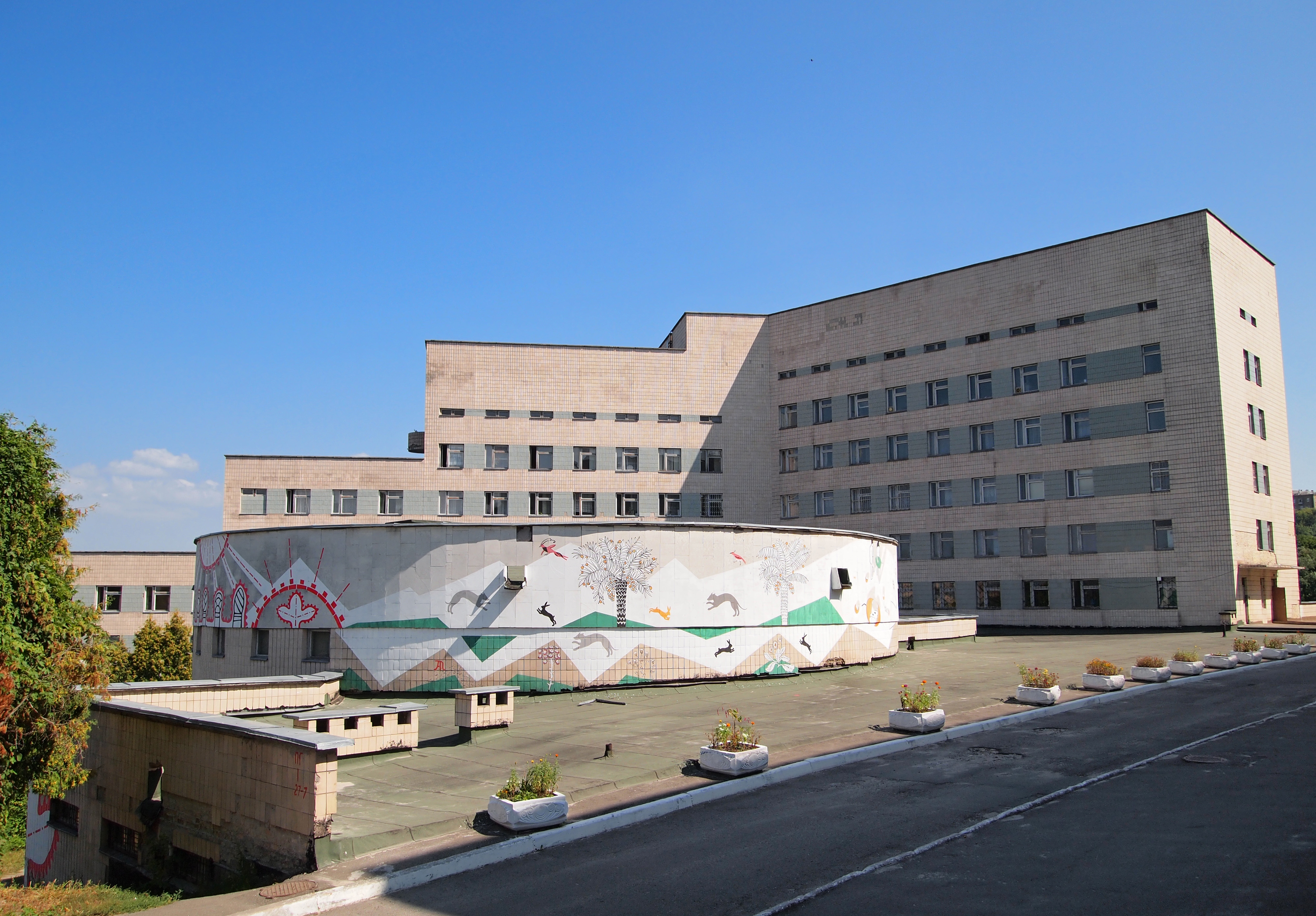
Una dintre clădirile Spitalului de Psihiatrie Pavlov din Kiev

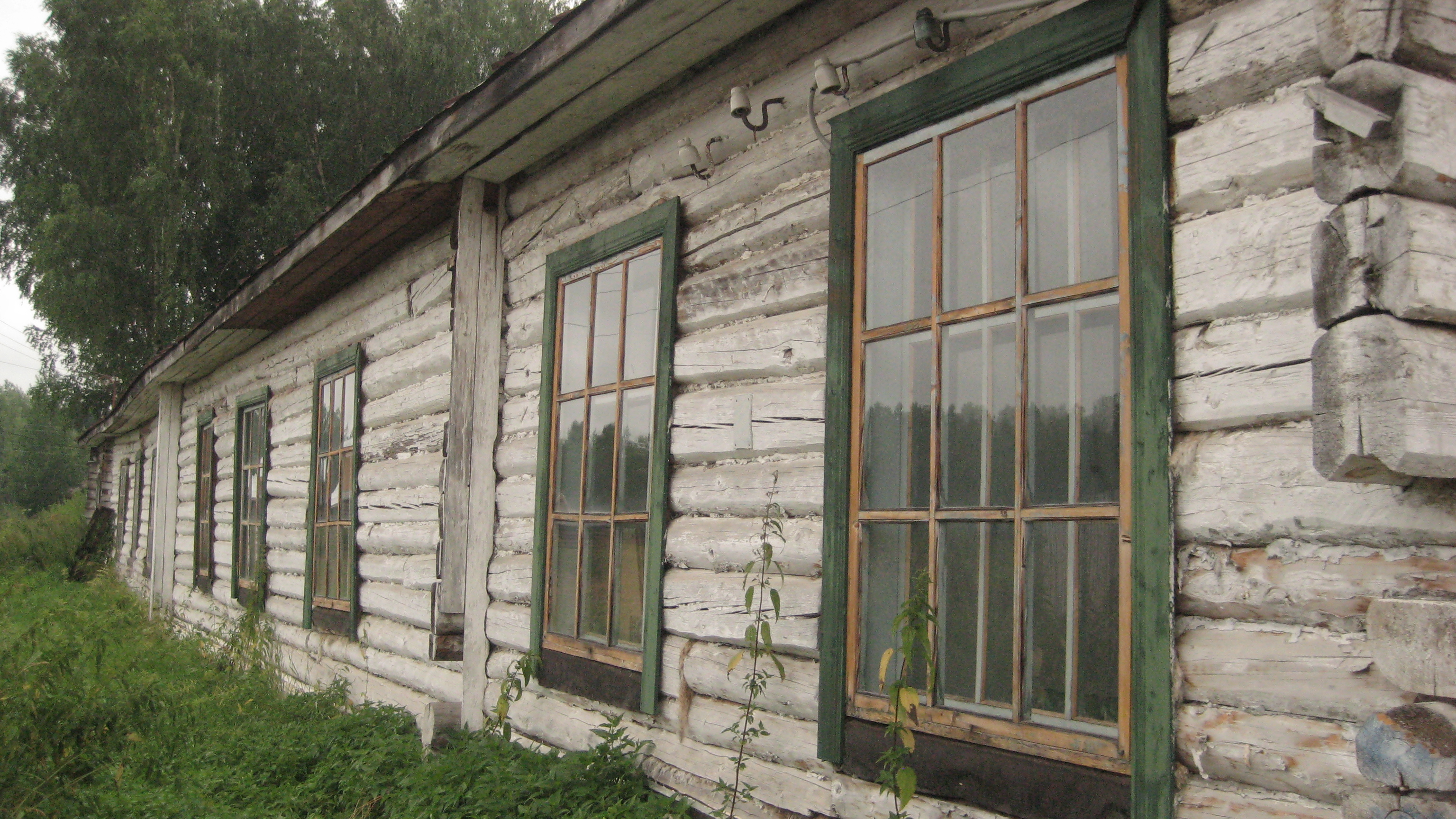
O baracă a unui lagăr de GULAG văzută din exterior. Acesta este un tip de clădiri în care au fost adesea amplasate spitale psihiatrice rusești

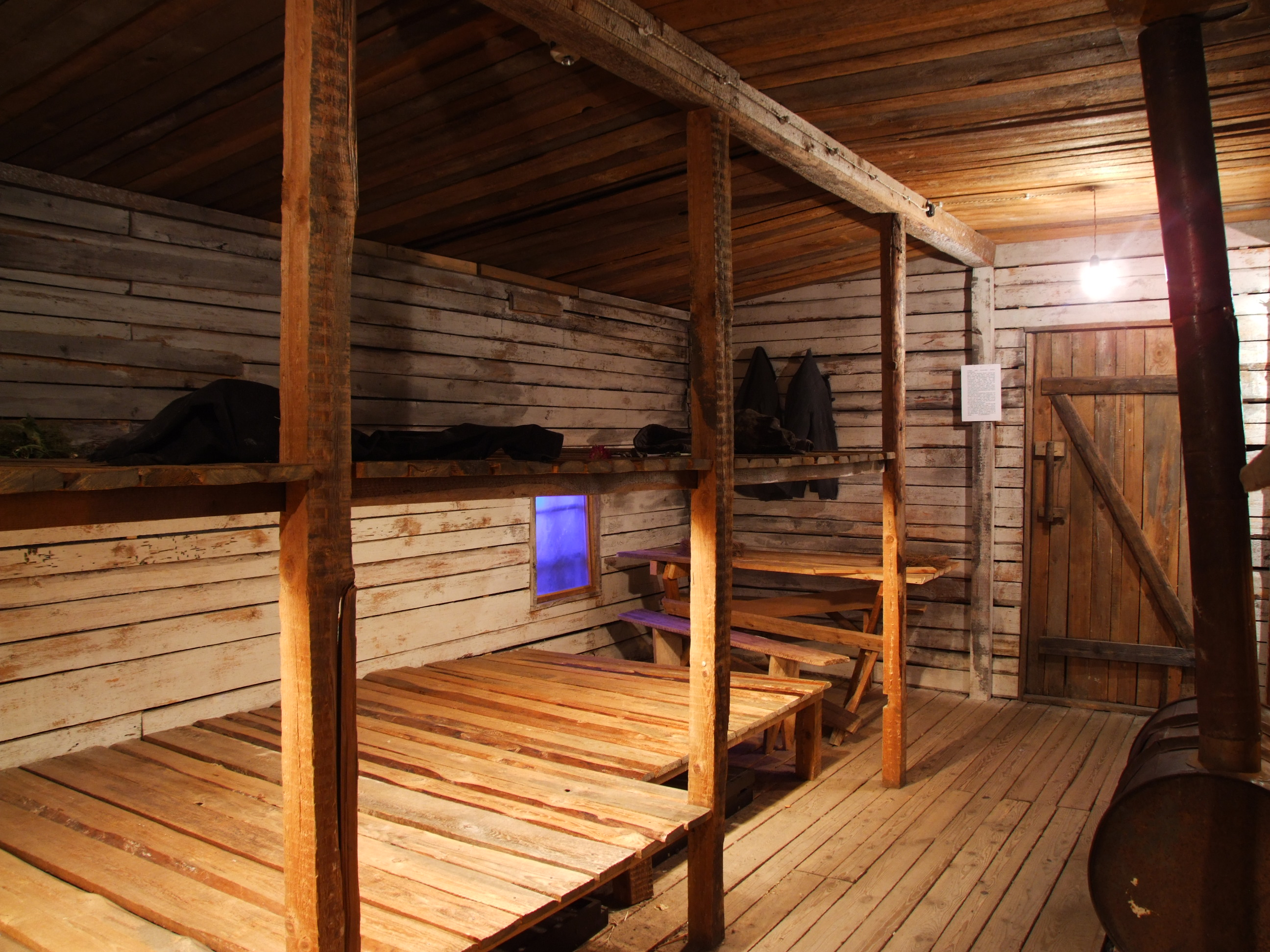
Interiroul unei camere dintr-o baracă a unui lagăr de muncă a Gulagului

Psihiatria punitivă a fost practicată în mod sistematic în Uniunea Sovietică, bazată pe interpretarea opoziției politice sau a disidenței ca fiind o problemă psihiatrică. În mod oficial a fost folosit termenul „mecanisme psihopatologice” de disidență.
În perioada în care funcția de Secretar General al CC al PCUS a fost ocupată de Leonid Brejnev, psihiatria a fost folosită pentru neutralizarea și eliminarea din societate adversarii politici („dizidenții”), care își exprimau deschis convingeri care contraziceau dogma oficială. Termenul de „intoxicație filosofică”, de exemplu, a fost aplicat pe scară largă tulburărilor psihice diagnosticate atunci când oamenii nu erau de acord cu liderii comuniști ai țării și i-a făcut ținta criticilor făcând referire la scrierile părinților fondatori ai marxism-leninismului – Karl Marx, Friedrich Engels și Vladimir Lenin.
 Articolul 58-10 din Codul Penal din epoca stalinistă, „agitație antisovietică”, a fost păstrat în noul Cod Penal al RSFSR din 1958 ca Articolul 70 – „Agitație și propagandă antisovietică”. În 1967, la Codul penal al RSFSR a fost adăugat o prevedere mai blândă, articolul 190-1 – „Difuzarea de afirmații despre care se știe că sunt false, care defăimează sistemul politic și social sovietic”. Aceste articole au fost aplicate frecvent împreună cu sistemul de diagnosticare a bolilor mintale, dezvoltat de academicianul Andrei Snejnevski. Împreună, acestea au stabilit un cadru în care credințele care nu se încadrau în cadrul oficial puteau fi definite cu ușurință ca infracțiune penală și ca bază, ulterior, pentru un diagnostic psihiatric.

## Aplicarea diagnosticului
Comportamentul politic „antisovietic” al unor indivizi - opoziția deschisă față de autorități, demonstrațiile pentru reformă sau scrierea de cărți critice - au fost definite simultan ca acte criminale (de exemplu, o încălcare a articolelor 70 sau 190-1), simptome de boală mintală (de exemplu, „iluzia reformismului”) și susceptibile de un diagnostic general, care putea fi folosit în toate situațiile (de exemplu, „schizofrenie cu evoluție lentă”).
Încarcerarea psihiatrică a anumitor persoane a fost determinată de încercările acestora de a emigra, de a distribui sau de a deține documente sau cărți interzise, de a participa la proteste și demonstrații pentru drepturile civile și de a se implica în activități religioase interzise. În conformitate cu doctrina ateismului de stat, convingerile religioase ale deținuților, inclusiv cele ale foștilor atei bine educați care deveniseră adepți ai unei credințe religioase, erau considerate o formă de boală psihică carte necesita tratament. KGB-ul trimitea în mod obișnuit disidenții la control psihiatric pentru a fi diagnosticați. Se urmărea astfel discredita disidenței, care ar fi fost produsul unor minți bolnave, și evitarea unor procese publice stânjenitoare. Documente guvernamentale clasificate „top secret” și care au devenit disponibile după dizolvarea Uniunii Sovietice, confirmă faptul că autoritățile au folosit în mod conștient psihiatria ca un instrument de suprimare a disidenței.
Potrivit Comentariilor la Legea Federației Ruse privind asistența psihiatrică (postsovietică), persoanele obligate să urmeze un tratament în instituțiile medicale psihiatrice sovietice aveau dreptul la reabilitare în conformitate cu procedura stabilită și puteau solicita despăgubiri. Federația Rusă a recunoscut că, înainte de 1991, psihiatria a fost folosită în scopuri politice și și-a asumat responsabilitatea pentru victimele „psihiatriei politice”.
Psihiatria punitivă în Rusia a continuat, totuși și după disoluția Uniunii Sovietice, iar activiștii pentru drepturile omului se pot confrunta în continuare cu amenințarea unui diagnostic psihiatric pentru activitățile lor civice și politice legitime.

## Cadrul istoric

### Definiții
Psihiatria punitivă sau abuzul psihiatriei politice este utilizarea abuzivă a diagnosticului psihiatric, a detenției și a tratamentului psihiatric în scopul obstrucționării drepturilor fundamentale ale omului pentru anumite grupuri și indivizi dintr-o societate Implică internarea cetățenilor în instituții psihiatrice pe baza unor criterii politice mai degrabă decât pe criterii de sănătate mintală Mulți autori, inclusiv psihiatri, folosesc, de asemenea, termenii „psihiatrie politică sovietică” sau „psihiatria punitivă” pentru a se referi la acest fenomen.

Alexandr Podrabinek, în cartea Medicina punitivă, a definit termenul de „medicină punitivă”, care se identifică cu „psihiatria punitivă”, ca fiind „un instrument în lupta împotriva disidenților care nu pot fi pedepsiți prin mijloace legale”. Psihiatria punitivă nu este nici un subiect distinct, nici o specializare psihiatrică, ci, mai degrabă, o urgență care apare în cadrul multor științe aplicate în țările totalitare, unde membrii unei profesii se pot simți obligați să servească interesele puterii.
Internarea în instituții psihiatrice a oamenilor în deplinătatea facultăților mintale este considerată în mod unanim o formă deosebit de nocivă de represiune iar psihiatria punitivă sovietică a fost una dintre armele cheie ale represiunii atât ilegale, cât și legale.
După cum scriau Vladimir Bukovski și Semen Gluzman în lucrarea lor comună Un manual de psihiatrie pentru disidenți, „utilizarea sovietică a psihiatriei ca mijloc punitiv se bazează pe interpretarea deliberată a disidenței... ca o problemă psihiatrică”.

### O capacitate intrinsecă de abuz
Diagnosticul de boală mintală poate da statului permisiunea să rețină persoane împotriva voinței lor și să impună o terapie, atât în interesul individului internat, cât și în interesul mai larg al societății. În plus, primirea unui diagnostic psihiatric poate fi considerată în sine ca fiind opresivă. Într-un stat totalitar, psihiatria poate fi folosită pentru ocolirea procedurilor legale standard de stabilire a vinovăției sau nevinovăției și pentru a permite încarcerarea politică fără riscul obișnuit al unor astfel de procese politice.
În perioada cuprinsă între anii 1960 și 1986, abuzul psihiatric în scopuri politice a fost raportat ca fiind sistematic în Uniunea Sovietică și episodic în alte țări din Europa de Est, cum ar fi România, Ungaria, Cehoslovacia și Iugoslavia. Practica încarcerării dizidenților politici în spitalele de psihiatrie din Europa de Est și din fosta URSS a afectat credibilitatea practicii psihiatrice în aceste state și a antrenat o puternică condamnare din partea comunității internaționale. Psihiatrii au fost implicați în încălcări ale drepturilor omului în state din întreaga lume atunci când definițiile bolilor mintale au fost extinse ca să includă nesupunerea politică. După cum au susținut de mult timp cercetătorii, instituțiile guvernamentale și medicale au clasificat uneori amenințările la adresa autorității în perioadele de tulburări și instabilitate politică drept o formă de boală mintală. În multe țări, prizonierii politici sunt încă închiși și abuzați uneori în instituții psihiatrice.
În Uniunea Sovietică, disidenții erau adesea închiși în secții de psihiatrie numite în mod obișnuit psihușka'. Psihușka este diminutivul ironic în rusă pentru „spital de psihiatrie”. Una dintre primele psihușka penale a fost Spitalul psihiatric al închisorii din orașul Kazan. În 1939, spitalul a fost transferat sub controlul NKVD-ului (poliția secretă și precursor al KGB-ului) la ordinul lui Lavrenti Beria, șeful NKVD. Activiștii internaționali pentru drepturile precum Walter Reich au consemnat de mult timp metodele prin care psihiatrii sovietici din spitalele psihușka diagnosticau schizofrenia la dizidenții politici. Cercetătorii occidentali nu au examinat niciun aspect al psihiatriei sovietice atât de amănunțit ca implicarea acesteia în controlul social al disidenților politici.

### Guvernările lui Stalin, Hrușciov și Brejnev
Încă din 1948, serviciile secrete sovietice s-au interesat de acest domeniu al medicinei. Unul dintre cei care aveau responsabilitatea generală pentru poliția secretă sovietică, procurorul general din perioada interbelică și adjunct al Ministrului Afacerilor Externe, Andrei Vîșinski, a fost primul care a ordonat folosirea psihiatriei ca instrument de represiune. Psihiatrul rus Piotr Gannușkin credea că într-o societate bazate pe clase sociale antagoniste, mai ales în timpul celei mai severe lupte de clasă, psihiatria nua re cum să nu fie represivă. Un sistem de abuz politic prin intermediul psihiatriei a fost dezvoltat la sfârșitul regimului lui Iosif Vissarionovici Stalin.
Cu toate acestea, psihiatria punitivă nu a fost doar o moștenire din epoca stalinistă, potrivit lui Aleksandr Etkind. Gulagul, (Administrația Generală a Lagărelor de Muncă Corecțională), a fost un instrument eficient de represiune politică. Nu a existat nicio cerință imperioasă pentru dezvoltarea unui substitut psihiatric alternativ și mai scump. Abuzul psihiatric a fost un produs natural al epocii sovietice de mai târziu. De la mijlocul anilor '70 până în anii '90, structura serviciului de sănătate mintală din URSS s-a adaptat la dublul standard din societate, fiind reprezentată de două sisteme distincte care au coexistat pașnic în cea mai mare parte, în ciuda conflictelor periodice dintre ele:
1. primul sistemul a fost cel al psihiatriei punitive. Aceasta servea direct autorităților și celor aflați la putere și era condusă de Institutul de Psihiatrie Legală din Moscova numit și Centrul Serbski în onoarea psihiatrului Vladimir Serbski.;
2. al doilea sistem era alcătuit din clinici de elită, cu orientare psihoterapeutică. Acesta era condus de Institutul Psihoneurologic „Vladimir Bekhterev” din Leningrad[42].

Cele câteva sute de spitale din provincie au combinat elemente ale ambelor sisteme.
Dacă o persoană era bolnavă mintal, atunci era trimisă în spitale psihiatrice și internată acolo până la moarte. Dacă sănătatea sa mintală era incertă, dar nu se simțea constant rău, el, funcție de karakteristika sa – dosarul care conținea caracterizările angajatorilor, ale organelor de partid și ale altor instituții sovietice - era trimis într-un lagăr de muncă sau era împușcați. 
Când cetățenii sovietici au început să se facă aluzii la legalitatea socialistă, s-a decis urmărirea penală a acestor persoane. Curând a devenit evident că trimiterea în judecată a persoanelor care țineau discursuri antisovietice nu făcea decât să înrăutățească situația pentru regim. Astfel de persoane nu au mai fost judecate în instanță. În schimb, li se făcea o examinare psihiatrică și erau declarați nebuni

## „Sesiunea comună”, octombrie 1951
În anii 1950, psihiatrii din Uniunea Sovietică s-au transformat în brațul medical al statului-Gulag. Între 10 și 15 octombrie 1951 a avut loc „Sesiunea comună” a Academiei de Științe Medicale a URSS și a Consiliului de Administrație al Asociației Neurologice și Psihiatrice Pan-unională, care s-a dovedit a fi un precursor al abuzurilor ulterioare în psihiatria din Uniunea Sovietică. Evenimentul a fost dedicat, s-a spus, marelui fiziolog rus Ivan Pavlov, și a susținut că mai mulți dintre cei mai importanți experți în neurologie și psihiatri sovietici din acea vreme se făceau vinovați de practicarea unei științe „antipavloviene, antimarxiste, idealiste [și] reacționare”, iar acest lucru dăuna psihiatriei sovietice.
În timpul „Sesiunii comune”, acești eminenți psihiatri, motivați de frică, au trebuit să recunoască public că pozițiile lor științifice erau eronate și, de asemenea, au trebuit să promită că se vor conforma doctrinelor „pavloviane”. Aceste declarații publice umilitoare s-au dovedit insuficiente. În discursul de închidere, Andrei Snejnevski, autorul principal al raportului politic al sesiunii, a declarat că psihiatrii acuzați „nu s-au dat bătuți și continuă să rămână pe vechile poziții antipavlovione”, provocând astfel „prejudicii grave cercetării și practicii psihiatrice sovietice”. Vicepreședintele Academiei de Științe Medicale a URSS i-a acuzat că „se închină cu perseverență la sursa murdară a pseudoștiinței americane”. Cei care au formulat aceste acuzații la Sesiunea comună au făcut-o pentru satisfacerea ambițiilor lor carieriste, dar și din teamă pentru propriile poziții. Nu a surprins pe nimeni faptul că mulți dintre ei au fost promovați și numiți în funcții de conducere la scurt timp după sesiune.
Sesiunea comună a avut, de asemenea, un impact negativ asupra mai multor experți sovietici în neurologie. Aceștia au fost etichetați ca fiind antipavlovieni, antimaterialiști și reacționari, iar ulterior au fost demiși din funcțiile lor Pe lângă faptul că și-au pierdut funcțiile, titlurile academice și laboratoarele, unii dintre acești oameni de știință au fost arestați și supuși la tortură în închisoare Școlile de neuroștiințe și neurofiziologie din Moscova, Leningrad, Ucraina, Georgia și Armenia au fost afectate pentru o perioadă din cauza acestei pierderi de personal. Sesiunea comună a făcut ravagii în cercetarea practică în neuroștiințe și psihiatrie pentru anii următori Pseudo-știința a devenit în mod oficial „știință” materialistă, care respecta canoanele politice ale epocii.
În urma unei sesiuni comune anterioare a Academia de Științe a URSS și a Academiei de Științe Medicale a URSS (28 iunie-4 iulie 1950) și a sesiunii comune din 10-15 octombrie 1951 a Prezidiului Academiei de Științe Medicale și a Consiliului de Administrație al Societății Pan-unionale a Neuropatologilor și Psihiatrilor, școala lui Snejanevky a câștigat poziția principală. Decizia din 1950, care a acordat școlii pavloviene a lui Snejnevski monopolul asupra psihiatriei, a fost unul dintre factorii cruciali în ascensiunea psihiatriei politice. Medicii sovietici, influențați de Snejnevski, au conceput o „teorie pavloviană a schizofreniei” și au aplicat din ce în ce mai des această categorie de diagnostic disidenților politici.

## „Schizofrenia cu evoluție lentă”
Încarcerarea oamenilor sănătoși și liberi în case de nebuni este o crimă spirituală, este o variantă a camerei de gazare, chiar mai crudă; tortura celor uciși este mai perfidă și mai îndelungată. La fel ca și camerele de gazare, aceste crime nu vor fi uitate niciodată, iar cei implicați în ele vor fi condamnați pentru totdeauna în timpul vieții și după moarte. (Aleksandr Soljenițîn)
Diagnosticele psihiatrice, cum ar fi diagnosticul de „schizofrenie cu evoluție lentă” la dizidenții politici din URSS, au fost folosite în scopuri politice. Diagnosticul „schizofrenie cu evoluție lentă” a fost cel mai des folosit în cazurile de dizidenți. Diagnosticul „schizofrenie cu evoluție lentă”, ca una dintre noile categorii de diagnostice, a fost creat pentru a facilita reprimarea disidenților și a fost o sursă de autoamăgire a psihiatrilor pentru a-și liniști conștiința atunci când acționau ca instrument de opresiune în numele unui sistem politic.
Potrivit directorului executiv al organizației Global Initiative on Psychiatry, Robert van Voren, psihiatria punitivă în URSS a pornit de la concepția că oamenii care se opuneau regimului sovietic erau bolnavi mintal, deoarece nu exista nicio altă rațiune logică pentru care cineva s-ar opune sistemului sociopolitic considerat cel mai bun din lume Diagnosticul „schizofrenie cu evoluție lentă”, un concept de lungă durată dezvoltat ulterior de Școala de Psihiatrie din Moscova și în special de șeful ei, Snejnevski, a oferit un cadru foarte util pentru a explica acest comportament.
Majoritatea specialiștilor consideră că psihiatrii care au jucat un rol principal în dezvoltarea acestui concept de diagnostic au urmat directivele Partidul Comunist și ale serviciilor secrete sovietice, sau KGB, și erau conștienți de utilizările politice pe care urmau să le facă. Cu toate acestea, pentru mulți psihiatri sovietici, „schizofrenia cu evoluție lentă” părea a fi o explicație logică de aplicat comportamentului criticilor regimului care, prin acțiunile lor, păreau dispuși să-și pună în pericol fericirea, familia și cariera pentru o convingere sau un ideal reformist care era atât de evident diferit față de doctrina socială și politică dominantă.
Snejnevski, cel mai proeminent teoretician al psihiatriei sovietice și director al Institutului de Psihiatrie al Academiei de Științe Medicale a URSS, a elaborat o nouă clasificare a tulburărilor mintale, postulând un set inedit de criterii de diagnosticare. O descriere atent elaborată a schizofreniei leneșe a stabilit că simptomele psihotice nu erau esențiale pentru diagnostic, dar simptomele de psihopatie, ipohondrie, depersonalizare sau anxietate erau esențiale pentru acesta. Simptomele menționate ca făcând parte din „axa negativă” includeau pesimism, adaptare socială slabă și conflictul cu autoritățile, și erau ele însele suficiente pentru un diagnostic formal de „schizofrenie cu evoluție lentă cu simptome reduse”. Potrivit lui Snejnevski, pacienții cu schizofrenie cu evoluție lentă se pot prezenta ca fiind cvasi-sănătoși, dar manifestă schimbări de personalitate minime, dar relevante din punct de vedere clinic, care pot rămâne neobservate pentru un ochi neexperimentat. Astfel, pacienții cu tulburări mintale non-psihotice sau chiar persoanele perfect sănătoase mintal puteau fi ușor etichetate cu diagnosticul de schizofrenie evoluție lentă. Împreună cu paranoia, schizofrenia evoluție lentă a fost diagnosticul cel mai frecvent folosit pentru încarcerarea psihiatrică a disidenților. Conform teoriilor lui Snejnevski și ale colegilor săi, schizofrenia era considerată a fi mult mai răspândită decât se credea anterior, deoarece boala se poate prezenta cu simptome relativ ușoare și poate progresa doar ulterior. În consecință, schizofrenia a fost diagnosticată mult mai des la Moscova decât în orașele din alte țări, după cum a raportat în 1973 Studiul pilot al Organizației Mondiale a Sănătății asupra schizofreniei. Orașul cu cea mai mare frecvență din lume a schizofreniei a fost Moscova. În special, domeniul de aplicare a fost lărgit de schizofrenia cu evoluție lentă, deoarece, potrivit lui Snejnevski și colegilor săi, pacienții cu acest diagnostic erau capabili să funcționeze aproape normal în sens social. Simptomele lor pot fi asemănătoare cu cele ale unei nevroze sau pot avea un caracter paranoic. Pacienții cu simptome paranoide au păstrat o anumită înțelegere a stării lor, dar și-au supraestimat propria importanță și au putut manifesta idei grandioase de reformare a societății. Astfel, schizofrenia cu evoluție lentă ar putea avea simptome precum „iluzii de reformă”, „perseverență” și „lupta pentru adevăr”. După cum a relatat Viktor Stajkin, Snejnevski a diagnosticat o iluzie de reformare pentru fiecare caz în care un pacient „dezvoltă un nou principiu al cunoașterii umane, elaborează o academie a fericirii umane și multe alte proiecte în beneficiul omenirii”.
În anii 1960 și 1970, teoriile, care conțineau idei despre reformarea societății și lupta pentru adevăr, și convingerile religioase nu au fost considerate drept tulburări paranoice delirante în aproape nicio clasificare străină, dar psihiatria sovietică, pornind de la concepții ideologice, a considerat critica sistemului politic și propunerile de reformare a acestui sistem drept tulburare delirantă. Diagnosticele de schizofreniei cu evoluție lentă și de stări paranoice cu delir de reformism au fost folosite doar în Uniunea Sovietică și în câteva țări din Europa de Est.
La ordinele secrete ale KGBului, mii de reformatori sociali și politici — „dizidenții” sovietici — au fost încarcerați în spitale psihiatrice, după ce au fost etichetați cu diagnostice de „schizofrenie cu evoluție lentă”, o boală fabricată de Snejnevski și „școala moscovită” de psihiatrie. Psihiatrul american Alan A. Stone a afirmat că critica occidentală la adresa psihiatriei sovietice l-a vizat personal pe Snejnevski, deoarece el a fost în esență responsabil pentru conceptul sovietic de schizofrenie cu o manifestare de „tip lent” manifestată prin „reformism” și alte simptome. Se poate aplica cu ușurință această schemă de diagnostic la orice categorie de dizidenți. Snejnevski a fost mult timp atacat în Occident ca un exemplu de abuz psihiatric în URSS. Principalii critici au afirmat că Snejnevski a creat modelul sovietic de schizofrenie și acest diagnostic pentru a transforma disidența politică într-o boală mintală. El a fost acuzat că a dezvoltat în mod cinic un sistem de diagnosticare care ar putea fi adaptat în scopuri politice și el însuși a diagnosticat sau a fost implicat într-o serie de cazuri celebre de dizidenți și că, în zeci de cazuri, a semnat personal o decizie a comisiei privind legalitatea declarării ca bolnavi a dizidenților sănătoși mintal, inclusiv a unor critici ai regimului sovietic precum Vladimir Bukovski, Natalia Gorbanevskaia, Leonid Pliușci, Mikola Plahotniuk  Petro Grigorenko.

## Evoluția spre abuzul generalizat

### De la Hrușciov la Andropov
Campania de declarare a opozanților politici ca fiind bolnavi mintal și de internare a disidenților în spitale de boli mintale a început la sfârșitul anilor '50 și începutul anilor '60. Vladimir Bukovski a comentat cu privire la apariția psihiatria punitivă amintind că Nikita Hrușciov a considerat că este imposibil ca oamenii dintr-o societate socialistă să aibă o conștiință antisocialistă. Ori de câte ori manifestările de disidență nu puteau fi justificate ca fiind o provocare a imperialismului mondial sau o moștenire a trecutului, ele erau în mod evident produsul unei boli mintale. Într-un discurs publicat în cotidianul  Pravda  pe 24 mai 1959, Hrușciov a declarat:
O infracțiune este o abatere de la standardele de comportament general recunoscute, cauzată frecvent de o tulburare mintală. Pot exista boli, tulburări nervoase în rândul anumitor persoane într-o societate comunistă? Evident că da. Dacă este așa, atunci vor exista și infracțiuni, care sunt caracteristice oamenilor cu minți anormale. Despre cei care ar putea începe să cheme la opoziție față de comunism pe această bază, putem spune în mod clar că starea lor mentală nu este normală.
Dovezile disponibile în prezent după desecretizarea arhivelor susțin concluzia conform căreia sistemul de abuz politic prin intermediul psihiatriei a fost atent conceput de KGB pentru a scăpa URSS de elementele indezirabile. Potrivit mai multor documente disponibile și a unui mesaj al unui fost general (disident) al Direcției a V-a din KGB-ului ucrainean către Robert van Voren, psihiatria punitivă ca metodă sistematică de represiune a fost dezvoltat de Iuri Andropov împreună cu un grup de colaboratori anume selectat.
Andropov a fost responsabil de desfășurarea pe scară largă a represiunii psihiatrice din momentul în care a fost numit în fruntea KGB-ului. A devenit președinte al KGB la 18 mai 1967. Pe 3 iulie 1967, el a făcut o propunere de înființare a Direcției a 5-a (contrainformații ideologice) în cadrul KGB, care să se ocupe cu opoziția politică internă față de regimul sovietic. Direcția a fost înființată la sfârșitul lunii iulie și a preluat dosarele KGB privind toți disidenții sovietici, inclusiv pe cele ale lui Andrei Saharov și Alexandr Soljenițîn. În 1968, președintele KGB, Andropov, a emis un ordin departamental „Cu privire la sarcinile agențiilor de securitate ale statului în combaterea sabotajului ideologic al adversarului”, cerând KGB-ului să lupte împotriva disidenților și a stăpânilor lor imperialiști. Scopul său era „distrugerea disidenței sub toate formele ei” și a insistat că pozițiile țărilor capitaliste privind drepturile omului, precum și criticile lor la adresa Uniunii Sovietice și a propriei sale politici în materie de drepturi ale omului pornind de la aceste poziții, erau doar o parte a unui complot imperialist de amploare, menit să submineze bazele statului sovietic. Idei similare se regăsesc și în cartea lui Andropov Discursuri și scrieri din 1983, publicată în perioada în care devenise secretar general al PCUS:
[când] analizăm tendința principală a criticii burgheze actuale a politicilor [sovietice] privind drepturile omului, trebuie să tragem concluzia că, deși această critică este deghizată în „preocuparea” pentru libertate, democrație și drepturile omului, ea este îndreptată de fapt împotriva esenței socialiste a societății sovietice... 

### Punerea în aplicare și cadrul juridic
Pe 29 aprilie 1969, Andropov a înaintat un plan detaliat Comitetului Central al PCUS care prevedea înființarea unei rețele de spitale de boli mintale care să apere „guvernul sovietic și ordinea socialistă” de disidenți. Pentru a-și convinge colegii din Politburo de riscul pe care îl reprezentau bolnavii mintal, Andropov a distribuit un raport din regiunea Krasnodar
 Consiliul de miniștri ai Uniunii Sovietice a adoptat o rezoluție secretă în această problemă. Propunerea lui Andropov pentru folosirea psihiatriei în lupta împotriva disidenților a fost adoptată și pusă în aplicare.
În 1929, Uniunea Sovietică avea 70 de spitale psihiatrice cu 21.103 paturi. În 1935, numărul acestora a crescut la 102 spitale de psihiatrie și 33.772 de paturi, iar în 1955 existau 200 de spitale de psihiatrie și 116.000 de paturi.{sfn|Tiganov|1999|p=333}}. Autoritățile sovietice au construit spitale de psihiatrie într-un ritm rapid și au crescut numărul de paturi pentru pacienții cu boli nervoase și mentale: între 1962 și 1974, numărul de paturi pentru pacienții psihiatrici a crescut de la 222.600 la 390.000. Era de așteptata ca numărul de paturi în spitalele psihiatrice să crească până în 1980. În toată această perioadă, tendința dominantă în psihiatria sovietică a fost în contradicție cu încercările susținute din țările occidentale de a trata cât mai mulți pacienți în regim ambulatoriu, mai degrabă decât în regim de spitalizare.
La 15 mai 1969, a fost emis un decret al guvernului sovietic (nr. 345-209) "Cu privire la măsurile de prevenire a comportamentelor (actelor) periculoase din partea persoanelor bolnave mintal". Acest decret a confirmat practica plasării în detenție de către psihiatri a persoanelor indezirabile. 
Psihiatrilor sovietici li s-a spus numele celor pe care ar fi trebuit să le examineze. Ei au primit asigurări că pot reține aceste persoane ajutorul miliției, forțele de ordine sprijinindu-i pe psihiatri și să în inducă în eroare și să îi aducă la spital pe cei vizați. Astfel, psihiatrii au acționat ca anchetatori și ofițeri de arestare. Medicii au inventat diagnostice care să necesite reținerea și nu a mai fost nevoie de o hotărâre judecătorească pentru a supune individul la internare pe termen nelimitat într-o instituție psihiatrică.
Până la sfârșitul deceniului al șaselea, internarea într-o instituție psihiatrică devenise cea mai frecvent utilizată metodă de pedepsire a liderilor opoziției politice. În următoarele două decenii au dezvăluite opiniei publice procesele disidențilorși trimiterea lor pentru „tratament” la spitalele speciale de psihiatrie aflate sub controlul și supravegherea MVD. Lumea a aflat de un val de „teroare psihiatrică”, a cărui existență a fost negată cu vehemență de către responsabilii de la Institutul Serbski.
Perioada cu cele mai multe represiunii psihiatrice se întinde de la sfârșitul anilor 1960 până la începutul anilor 1980. În calitate sa de secretar general al PCUS, din noiembrie 1982 până în februarie 1984, Iuri Andropov a dat dovadă de puțină toleranță față de disidența internă și a continuat politica din epoca Brejnev de a închide disidenții în spitale de boli mintale.

## Examinarea și spitalizarea
Disidenții politici erau de obicei acuzați în temeiul articolelor 70 (agitație și propagandă împotriva statului sovietic) și 190-1 (difuzarea de afirmații despre care se știe că sunt false, care defăimează sistemul politic și social sovietic) din Codul Penal al RSFSR.  Psihiatrilor criminaliști li s-a cerut să examineze infractorii a căror stare mentală a fost considerată anormală de către ofițerii de investigație.
În aproape toate cazurile, dizidenții au fost examinați la Institutul Central de Cercetare pentru Psihiatrie Legală „Serbski”  din Moscova, în care persoanele acuzate în instanță pentru comiterea de infracțiuni politice au fost supuse unei expertize medico-legale-psihiatrice Odată ce li se punea diagnosticul de bolnavi mintali, condamnații erau trimiși pentru tratament obligatoriu în spitalele speciale de psihiatrie controlate de  Ministerul Afacerilor Interne (MVD) al  RSFS Ruse.
Inculpatul nu avea drept de apel. Acest drept a fost acordat rudelor lor sau altor persoane interesate, dar nu li s-a permis să nominalizeze psihiatri care să participe la evaluare, deoarece toți psihiatrii au fost considerați complet independenți și la fel de credibili în fața legii.
Poetului disident Nahum Korjavin și-a amintit că atmosfera de la Institutul Serbski din Moscova s-a schimbat aproape peste noapte după ce psihiatrul (și colonel KGB) Daniil Lunț a preluat conducerea Departamentului al patrulea (cunoscut și ca Departamentul politic). Până atunci, secțiile de psihiatrie erau considerate un fel de „refugiu” pentru evitarea trimiterea Gulag. După venirea lui Lunț, abordarea a fost modificată. Primele rapoarte despre dizidenții spitalizați din motive nemedicale datează de la începutul anilor 1960, nu la mult timp după ce Gheorghi Morozov a fost numit director al Institutului Serbski. Atât Morozov, cât și Lunț au fost implicați personal în numeroase cazuri bine-cunoscute și au fost notorii pentru abuzurile psihiatrice scopuri politice. Majoritatea deținuților, după cum avea să spună poetul dizident Viktor Nekipelov, l-au caracterizat pe Daniil Lunțca fiind „cu nimic mai bun decât medicii criminali care făceau experimente inumane pe prizonierii din lagărele de concentrare naziste”.
O practică bine cunoscută a fost utilizarea spitalelor de psihiatrie ca închisori temporare timp de două sau trei săptămâni din jurul sărbătorilor de 7 noiembrie (Revoluția din octombrie) și 1 Mai Ziua Internațională a Oamenilor Muncii, pentru izolarea persoanelor „periculoase din punct de vedere social”, care altfel ar fi putut protesta în public sau manifesta alte comportamente deviante.

## Lupta împotriva abuzurilor
În anii 1960, a apărut o mișcare puternică de protest împotriva abuzurilor psihiatrice în URSS. Psihiatria punitivă în Uniunea Sovietică a fost denunțat în cadrul Congreselor Asociației Mondiale de Psihiatrie de la Mexico City (1971), Hawaii (1977), Viena (1983) și Atena (1989). Campania pentru încetarea abuzurilor psihiatriei politice în URSS a fost un episod cheie în Războiul Rece, provocând daune iremediabile prestigiului medicinei în Uniunea Sovietică.

## Tipuri de victime
În urma analizei a peste 200 de cazuri bine documentate care acoperă perioada 1962-1976, Sidney Bloch și Peter Reddaway au elaborat o clasificare a victimelor abuzurilor psihiatrice sovietice. Acestea au fost clasificate astfelȘ
1. susținătorii drepturilor omului sau ai democratizării reprezentau aproximativ jumătate din disidenții reprimați prin intermediul psihiatriei[90]ș
2. naționaliști reprezentau aproximativ o zecime din totalul disidenților tratați[91]ș psihiatric[91]
3. potențialii emigranți constituiau aproximativ o cincime din dizidenții victimizați prin intermediul psihiatriei.[92];
4. credincioși religioși reprezentau aproximativ 15% din pacienții disidenți.[92];
5. cetățeni incomozi pentru autorități din cauza plângerilor lor „încăpățânate” cu privire la excesele și abuzurile birocratice, au reprezentat aproximativ cinci procente din dizidenții supuși la abuz psihiatric[93].

## Amploarea represiunii – cifre incomplete
În 1985, Peter Reddaway și Sidney Bloch au furnizat date bine documentate despre aproximativ cinci sute de cazuri în cartea lor Soviet Psychiatric Abuse.

### Amploarea reală a represiunii
Pe baza datelor disponibile și a materialelor acumulate în arhivele International Association on the Political Use of Psychiatry, se poate afirma cu certitudine că mii de disidenți au fost spitalizați din motive politice. În perioada 1994-1995, o comisie de anchetă formată din psihiatri moscoviți a explorat registrele a cinci spitale psihiatrice din închisori din Rusia și a descoperit aproximativ două mii de cazuri de abuz politic prin intermediul psihiatriei numai în aceste spitale. În 2004, Anatoli Prokopenko a declarat că a fost surprins de informațiile obținute de el din documentele oficiale clasificate „strict secret” de către Comitetul Central al PCUS, KGB, și MVD. Potrivit calculelor sale, bazate pe ceea ce a găsit în documente, aproximativ 15.000 de persoane au fost închise pentru crime politice în spitalele penitenciare psihiatrice aflate sub controlul MVD. În 2005, referindu-se la Arhivele Comitetului Central al PCUS și la dosarele celor trei spitale speciale de psihiatrie –  Sîciovska, Leningrad și Cerneahovsk – la care activiștii pentru drepturile omului au avut acces în 1991, Prokopenko a concluzionat că psihiatria a fost folosită ca măsură punitivă împotriva a aproximativ 20.000 de persoane din motive pur politice. Prokopenko a mai adăugat că aceasta a fost doar o mică parte din imaginea de ansamblu. Datele privind numărul total de persoane care au fost deținute în toate cele șaisprezece spitale penitenciare și în cele 1.500 de spitale psihiatrice „deschise” rămân necunoscute, deoarece părți din arhivele spitalelor psihiatrice penitenciare și ale spitalelor în general sunt clasificate și inaccesibile. Cifra de cincisprezece sau douăzeci de mii de deținuți politici în spitalele psihiatrice administrate de Ministerul de Interne sovietic a fost avansată pentru prima dată de Prokopenko în cartea Psihiatria nebună din 1997 („Безумная психиатрия”), care a fost republicată în 2005.
O indicație a amplorii psihiatriei punitive în URSS este dată de calculul lui Semen Gluzman, conform căruia procentul de „bolnavi mintal” în rândul celor acuzați de așa-zise activități antisovietice s-a dovedit a fi de multe ori mai mare decât în rândul infractorilor de drept comun. Atenția acordată prizonierilor politici de către psihiatrii sovietici a fost de peste 40 de ori mai mare decât atenția lor față de infractorii de drept comun. 1-2% din toate examinările psihiatrice medico-legale efectuate de Institutul Serbsk i-au vizat pe cei acuzați de activități antisovietice, iar dizidenții condamnați în instituțiile penitenciare reprezentau 0,05% din numărul total de condamnați. 
Potrivit lui Viktor Luneyev, lupta împotriva disidenței se desfășura pe mult mai multe niveluri decât cele înregistrate în sentințele judecătorești. Nu știm câți disidenți au fost supravegheați de serviciile secrete, trași la răspundere penală, arestați, trimiși în spitale de psihiatrie, sau au fost concediați de la locul de muncă și li s-a restricționat în tot felul de alte moduri exercitarea drepturilor. Nici o evaluare obiectivă a numărului total de persoane reprimate nu este posibilă fără o analiză aprofundată a documentelor de arhivă. Dificultatea constă în faptul că datele necesare sunt foarte diverse și nu pot fi găsite într-o singură arhivă. Acestea sunt împrăștiate între Arhiva de Stat a Federației Ruse, arhiva Comitetului de Stat pentru Statistică al Federației Ruse, arhivele Ministerului Afacerilor Interne al Federației Ruse (MVD), FSB, Biroul Procurorului General al Federației Ruse și Arhiva Militară și Istorică Rusă. Alte documente sunt păstrate în arhivele celor 83 de entități constitutive ale Federației Ruse, în arhivele raionale și regionale, precum și în arhivele fostelor republici sovietice, sau ale statelor succesoare ale Uniunii Sovietice.

### Ascunderea informațiilor
Potrivit psihiatrului rus Emmanuil Gușanski, amploarea abuzurilor psihiatrice din trecut și utilizarea doctrinelor psihiatrice de către statul totalitar au fost ascunse cu atenție. Gușanski afirmă că arhivele ministerelor sovietice de Interne și al Sănătății, precum și ale Institutului Serbski, care sunt unele dintre cele care dețin dovezi despre amploarea abuzului prin psihiatrie și reglementările care au guvernat această dezvoltare, rămân total închise pentru cercetători. Istoricul canadian Dan Healey îi dă dreptate lui Gușanski și consideră că abuzurile psihiatriei sovietice în timpul lui Stalin și, mai dramatic, în perioada anilor 1960-1980, rămân insuficient cercetate – conținutul principalelor arhive este încă clasificat și inaccesibil. Sute de dosare cu privire la persoanele care au fost supuse unor examinări psihiatrice medico-legale la Institutul Serbski în timpul lui Stalin se află pe rafturile arhivei strict secrete din subsolul acestuia, unde Gluzman le-a văzut în 1989. Toate sunt marcate prin numere, fără nume sau prenume, și toate datele biografice pe care le conțin  Toate sunt marcate prin numere, fără nume sau prenume, iar orice date biografice pe care le conțin sunt neverificabile și inaccesibile pentru cercetători.
Anatoli Sobceak, fostul primar al orașului Sankt Petersburg, a scris:
 Amploarea aplicării metodelor de psihiatrie represivă în URSS este atestată de cifre și fapte inexorabile. O comisie a conducerii superioare a partidului, condusă de Alexei Kosîghin, a luat în 1978 decizia de construcție 80 de spitale psihiatrice și 8 instituții psihiatrice speciale, pe lângă cele deja existente. Construcția acestora urma să fie finalizată până în 1990. Acestea urmau să fie construite în Krasnoiarsk, Habarovsk, Kemerovo,  Kuibîșev, Novosibirsk și în alte părți ale Uniunii Sovietice. În cursul schimbărilor prin care a trecut țara în 1988, cinci spitale penitenciare au fost transferate de la MVD sub jurisdicția Ministerului Sănătății, în timp ce alte cinci au fost închise. A avut loc o acoperire grăbită urmelor prin reabilitarea în masă a pacienților, dintre care unii chiar erau cu dizabilități mintale (într-un singur an, nu mai puțin de 800.000 de pacienți au fost scoși din registrul psihiatric). Numai în Leningrad, 60.000 de persoane cu diagnosticul de boală mintală au fost eliberate și reabilitate în 1991 și 1992. În 1978, 4,5 milioane de persoane din întreaga URSS au fost înregistrate ca pacienți psihiatrici. Această cifră era echivalentă cu populația multor țări civilizate.
În Ucraina, un studiu al originilor psihiatriei punitive a fost efectuat timp de cinci ani pe baza arhivelor de stat. 60 de persoane au fost examinate din nou. Toți erau cetățeni ai Ucrainei, condamnați pentru crime politice și spitalizați pe teritoriul Ucrainei. Nici unul dintre ei, după cum s-a dovedit, nu avea nevoie de tratament psihiatric.
În perioada 1993-1995, la Comisia de reabilitare a victimelor represiunilor politice era în curs de elaborare un decret prezidențial privind măsurile de prevenire a viitoarelor abuzuri în domeniul psihiatriei. În acest scop, Anatoli Prokopenko a selectat documente de arhivă adecvate și, la cererea lui Vladimir Naumov, șeful departamentului de cercetare și publicații al comisiei, Emmanuil Gușanski a întocmit un raport. Acesta a corelat datele de arhivă prezentate lui Gușanski cu materialele primite în timpul vizitelor sale, efectuate împreună cu comisia Asociației Psihiatrice Independente a Rusiei la mai multe spitale psihiatrice cu regim strict (fostele spitale speciale aflate sub controlul MVD). Cu toate acestea, atunci când materialele pentru discuții în cadrul Comisiei pentru reabilitarea victimelor represiunilor politice au fost gata, lucrările s-au oprit. Documentele nu au reușit să ajungă la șeful Comisiei Alexandr Iakovlev.
Raportul privind psihiatriei punitive, întocmit la cererea comisiei de către Gușanski cu ajutorul lui Prokopenko, a rămas nerevendicat și nici măcar Revista independentă de psihiatrie (Независимый психиатрический журнал )nu a vrut să-l publice. Centrul de Cercetare pentru Drepturile Omului din Moscova condus de Boris Altșuler și Alexei Smirnov și Asociația Independentă de Psihiatrie din Rusia, al cărei președinte este Iuri Savenko, au fost rugate de Gușanski să publice materialele și documentele de arhivă despre psihiatria punitivă, dar cei de mai sus nu au arătat niciun interes în acest sens. 
În raportul său din 2000, Comisia pentru Reabilitarea Victimelor Represiunii Politice a inclus doar următoarele patru fraze despre psihiatria punitivă:
De asemenea, Comisia a luat în considerare o problemă atât de complexă și relevantă din punct de vedere social, cum ar fi utilizarea psihiatriei în scopuri politice. Documentele și materialele colectate ne permit să afirmăm că procedura extrajudiciară de internare în spitalele de psihiatrie a fost folosită pentru internarea obligatorie a persoanelor al căror comportament era considerat de autorități ca fiind „suspect” din punct de vedere politic. Conform datelor incomplete, sute de mii de persoane au fost internate ilegal în instituțiile psihiatrice din țară în anii de putere sovietică. Reabilitarea acestor persoane s-a limitat, în cel mai bun caz, la scoaterea lor din registrul pacienților psihiatrici și, de obicei, rămâne așa și astăzi, din cauza lacunelor din legislație.
În 1988 și 1989, aproximativ două milioane de persoane au fost scoase din registrul psihiatric la cererea psihiatrilor occidentali. Aceasta a fost una dintre condițiile impuse de aceștia pentru readmiterea psihiatrilor sovietici în Asociația Mondială de Psihiatrie. Iuri Savenko a furnizat cifre diferite în diferite publicații: aproximativ un milion - milion și jumătate, și aproximativ un milion și jumătate de persoane scoase din registrul psihiatric. Mihail Buianov a furnizat cifra de peste două milioane de persoane eliminate din registrul psihiatric.

## Analiza teoretică
În 1990, Buletinul de Psihiatrie al  Colegiului Regal al Psihiatrilor a publicat articolul „Constrângerea în psihiatrie: binecuvântare sau blestem?" al psihiatrului rus Anatoli Koriaghin. Acesta conține o analiză a abuzului în psihiatrie și opt argumente prin care se poate demonstra cu ușurință existența unui sistem de abuz politic al psihiatriei în URSS. După cum scria Koriaghin, într-un stat dictatorial cu regim totalitar, cum era Uniunea Sovietică, legile nu au servit tot timpul scopului de autoreglementare a vieții societății, ci au fost una dintre pârghiile majore prin care se manipula comportamentul cetățenilor. Fiecare cetățean sovietic a fost în mod constant considerat direct proprietate de stat și a fost privit nu ca scop, ci ca mijloc de atingere a obiectivelor guvernanților. Din perspectiva pragmatismului de stat, o persoană bolnavă mintal era considerată o povară pentru societate, care consuma mijloacele materiale ale statului fără să plătească sau să producă ceva și era chiar potențial capabilă să provoace daune. Prin urmare, statul sovietic nu a considerat niciodată că este rezonabil să adopte acte legislative speciale care să protejeze partea materială și juridică a vieții pacienților. Au fost doar instrucțiuni ale departamentelor juridice și medicale care au stipulat anumite reguli de tratare a bolnavilor mintal și de impunere a diferitelor sancțiuni asupra acestora. O persoană cu o tulburare mintală era automat lipsită de toate drepturile și depindea în întregime de voința psihiatrilor. Practic, oricine putea fi supus unui examen psihiatric pentru cele mai absurde motive, iar diagnosticul emis îl transforma într-o persoană fără drepturi. Această lipsă de drepturi și garanții legale a fost cea care a avantajat un sistem de psihiatrie represivă în țară.
Potrivit psihiatrului american Oleg Lapshin, până în 1993, Rusia nu a avut o legislație specifică în domeniul sănătății mintale, cu excepția unor instrucțiuni și articole de lege necoordonate în dreptul penal și administrativ și a unor ordine ale Ministerului Sănătății. În Uniunea Sovietică, orice pacient psihiatric putea fi spitalizat la cererea șefului său, a rudelor sau la indicațiile unui psihiatru regional. În acest caz, consimțământul sau dezacordul pacientului nu contau. Durata tratamentului într-un spital de psihiatrie depindea, de asemenea, în întregime de psihiatru. Toate acestea au făcut posibil abuzul de psihiatrie pentru a-i suprima pe cei care se opuneau regimului politic, ceea ce a creat practica vicioasă de a ignora drepturile bolnavilor mintal.
Potrivit lui Iuri Savenko, președintele Asociației Independente de Psihiatrie din Rusia, psihiatria punitivă apare pe baza interferenței a trei factori principali:
1. Ideologizarea științei, desprinderea sa de realizările psihiatriei mondiale, orientarea de partid a psihiatriei medico-legale sovietice.
2. Lipsa temeiului juridic.
3. Naționalizarea completă a serviciilor de sănătate mintală.

Sistemul lor de interacțiune este în principal sociologic – prezența articolului din Codul Penal privind defăimarea sistemului de stat duce inevitabil la trimiterea unui anumit număr de cetățeni la expertiză medico-legală psihiatrică. Astfel, nu psihiatria în sine este punitivă, ci statul totalitar folosește cu ușurință psihiatria în scopuri punitive.
Potrivit lui Larry Gostin, profesor american de drept specializat în dreptul sănătății publice, cauza principală a problemei a fost Statul însuși. Definiția pericolului a fost extinsă în mod substanțial de către sistemul penal sovietic pentru a acoperi atât tipurile obișnuite de „pericole” cât și pe cele „politice”. După cum notează Bloch și Reddaway, nu există criterii obiective și de încredere pentru a determina dacă comportamentul unei persoane va fi periculos, iar abordările privind definirea periculozității diferă foarte mult printre psihiatri.
Richard Bonnie, profesor de drept și medicină la Facultatea de Drept a Universității din Virginia, a considerat că natura deformată a profesiei psihiatrice sovietice este una dintre explicațiile pentru care aceasta a fost atât de ușor de orientat spre obiectivele represive ale statului și a subliniat importanța unei societăți civile și, în special, a unor organizații profesionale independente și separate de stat ca fiind una dintre cele mai importante lecții din acea perioadă.
Potrivit lui Norman Sartorius, fost președinte al Asociației Mondiale de Psihiatrie, psihiatria punitivă a fost favorizată în fosta Uniune Sovietică de faptul că sistemul clasificare națională includea categorii care puteau fi folosite pentru etichetarea disidenților ca bolnavi, mijloc prin care puteau fi apoi încarcerați cu forța și ținuți în spitale psihiatrice pentru „tratament”. 
Darrel Regier, vicepreședintele grupului de lucru al „Diagnostic and Statistical Manual of Mental Disorders”, ediția a cincea, are o opinie similară, conform căreia abuzul psihiatric în URSS a fost susținut de existența unei clasificări dezvoltate în Uniunea Sovietică și folosite pentru a organiza tratamentul și îngrijirea psihiatrică. În această clasificare, existau categorii cu diagnostice care puteau fi puse disidenților politici și care duceau la medicația forțată cu efecte dăunătoare.
Potrivit psihiatrului moscovit Alexandr Danilin, așa-numita abordare „nosologică” din școala psihiatrică moscovită înființată de Snejnevski se reduce la abilitatea de a pune un singur diagnostic: schizofrenia. Psihiatria încetase să mai fie o știință, ci un astfel de sistem de opinii, iar oamenii au căzut cu miile victime acestor opinii – milioane de vieți au fost schilodite în virtutea conceptului de „schizofrenie cu evoluție lentă” introdus la un moment dat de academicianul Snejnevski, pe care Danilin l-a numit „criminal de stat”.
Profesorul universitar psihiatru din Sankt Petersburg Iuri Nuller a subliniat că acest concept al școlii lui Snejnevski a permis psihiatrilor să considere, de exemplu, psihopatia schizoidă și chiar trăsăturile de caracter schizoid ca etape timpurii, întârziate în dezvoltarea lor, ale inevitabilului proces evolutiv, mai degrabă decât ca trăsături de personalitate inerente individului, a căror dinamică ar putea depinde de diverși factori externi. Același lucru a fost valabil și pentru o serie de alte tulburări de personalitate. Aceasta a determinat diagnosticarea extrem de extinsă a schizofreniei cu evoluție lentă (de tip nevroză sau psihopatie). În ciuda unui număr de premise controversate și în conformitate cu tradițiile științei sovietice de atunci, ipoteza lui Snejnevski a dobândit imediat statutul de dogmă, care a fost depășită mai târziu în alte discipline, dar a rămas fixată ferm în psihiatrie. Conceptul lui Snejnevski și dogmatismul său, s-au dovedit a fi confortabile din punct de vedere psihologic pentru mulți psihiatri, eliberându-i de orice scrupule atunci când puneau un diagnostic. Acest lucru presupunea un pericol mare: orice abatere de la o normă evaluată de un medic putea fi considerată o fază incipientă de schizofrenie, cu toate consecințele care decurgeau de aici. Cu toate acestea, Snejnevski nu a avut curajul civic și științific să-și reexamineze conceptul, care ajunsese în mod clar într-o fundătură.
Psihiatrul american Walter Reich a considerat că diagnosticele greșite puse disidenților au fost rezultatul unor caracteristici ale psihiatriei sovietice, care erau distorsiuni ale logicii, teoriei și practicii psihiatrice standard.
Semen Gluzman că abuzul psihiatric pentru suprimarea disidenței se bazează pe condiția psihiatriei într-un stat totalitar. Paradigma psihiatrică a unui stat totalitar este vinovată pentru extinderea științei în sfere care nu sunt inițial cele de competență psihiatrică. Psihiatria ca instituție socială, formată și funcționând în statul totalitar, este incapabilă să nu fie totalitară. O astfel de psihiatrie este forțată să servească cele două principii orientate diferit: îngrijirea și tratamentul cetățenilor bolnavi mintal, pe de o parte, și represiunea psihiatrică a persoanelor care manifestă disidență politică sau ideologică, pe de altă parte . În condițiile statului totalitar, au apărut și pot apărea din nou psihiatri cu mentalitate independentă, dar acești puțini oameni nu pot schimba situația în care alte mii de oameni, care au fost crescuți pe baza unor concepte pseudoștiințifice incorecte și a fricii de stat, vor crede cu sinceritate că gândirea liberă și fără inhibiții a unui cetățean este un simptom al nebuniei. Gluzman precizează următoarele șase premise pentru participarea involuntară a medicilor la abuzuri:
1. Specificul, în statul totalitar, al paradigmei psihiatrice izolată complet față de influențele străine.
2. Lipsa unor mustrări de conștiință legală la majoritatea cetățenilor, inclusiv la medici.
3. Disprețul față de drepturile fundamentale ale omului din partea legiuitorului și a forțelor de ordine.
4. Caracterul declarativ sau absența unor acte legislative care să reglementeze furnizarea de asistență psihiatrică în țară. Uniunea Sovietică, de exemplu, a adoptat un astfel de act abia în 1988.
5. Paternalismul de stat absolut al regimurilor totalitare, care dă naștere, în mod natural, la dominația conceptului etic paternalist arhaic în practica medicală. Conștiința profesională a medicului se bazează pe dreptul aproape absolut de a lua decizii fără consimțământul pacientului (adică nu se respectă principiul consimțământului în cunoștință de cauză la tratament sau al renunțării la acesta).
6. Faptul că, în spitalele de psihiatrie, există condiții frustrant de proaste, care se referă în primul rând la sărăcia asistenței medicale și care duc inevitabil la dezumanizarea personalului, inclusiv a medicilor.

Gluzman spune că, bineînțeles, poate exista o altă abordare a problemei exprimată de Michel Foucault. Foucault, în cartea sa Nebunie și civilizație: O istorie a nebuniei în epoca rațiunii, a documentat istoria utilizării psihiatriei instituționale ca instrument politic, a cercetat utilizarea extinsă a spitalelor publice în secolul al XVII-lea în Franța și a ajuns la concluzia că „internarea [a fost] un răspuns la o criză economică. ... reducerea salariilor, șomajul, deficitul de monedă” și, până în secolul al XVIII-lea, spitalele de psihiatrie au satisfăcut „cererea indisolubilă, economică și morală de internare”.
În 1977, psihiatrul britanic David Cooper i-a adresat lui Foucault aceeași întrebare pe care Claude Bourdet i-o pusese anterior lui Viktor Fainberg în timpul unei conferințe de presă susținute de Fainberg și Leonid Plyushch: „când URSS dispune de întregul aparat penitenciar și polițienesc, care ar putea să se ocupe de oricine și care este perfect în sine, de ce folosesc psihiatria?”, Foucault a răspuns că nu era vorba de o denaturare a utilizării psihiatriei, ci că acesta era proiectul său fundamental. În discuția Detențiune, psihiatrie, închisoare, Foucault afirmă că cooperarea psihiatrilor cu KGB-ul din Uniunea Sovietică nu a fost un abuz al medicinei, ci un caz evident și o „condensare” a „moștenirii” psihiatriei, o "intensificare, o osificare a unei structuri de rudenie care nu a încetat niciodată să funcționeze”. Foucault credea că abuzul psihiatriei în URSS din anii 1960 a fost o extensie logică a invaziei psihiatriei în sistemul juridic.
În discuția cu Jean Laplanche și Robert Badinter, Foucault spune că criminologii din anii 1880-1900 au început să vorbească un limbaj surprinzător de modern: „Crima nu poate fi, pentru criminal, decât un comportament anormal, tulburat. Dacă el tulbură societatea, este pentru că el însuși este tulburat”. Acest lucru a dus la o dublă concluzie. În primul rând, „aparatul judiciar nu mai este util”. Judecătorii, în calitate de specialiști în drept, nu înțeleg mai bine decât infractorul astfel de probleme juridice complexe, străine, chestiuni pur psihologice. Așadar, comisii de psihiatri și medici ar trebui să înlocuiască aparatul judiciar. Și, în acest sens, au fost propuse proiecte concrete. În al doilea rând, „Trebuie să tratăm cu siguranță acest individ care este periculos doar pentru că este bolnav. Dar, în același timp, trebuie să protejăm societatea împotriva lui”. De aici apare ideea de izolare mentală cu o funcție mixtă: terapeutică și profilactică. În anii 1900, aceste proiecte au dat naștere unor reacții foarte vii din partea organismelor judiciare și politice europene. Cu toate acestea, ele au găsit un câmp larg de aplicații atunci când Uniunea Sovietică a devenit unul dintre cazurile cele mai frecvente, dar în nici un caz excepționale.
Potrivit psihiatrului american Jonas Robitscher, psihiatria joacă un rol în controlul comportamentelor deviante de trei sute de ani. Vagabonzii, „originalii”, excentricii și oamenii străzii care nu făceau prea mult rău, dar erau supărători pentru societatea în care trăiau, erau, și uneori încă mai sunt, închiși în spitale psihiatrice sau privați de drepturile lor legale. Unii critici ai psihiatriei consideră această practică ca fiind o utilizare politică a psihiatriei și consideră că psihiatria favorizează oportunismul.
După cum subliniază Vladimir Bukovski și Semen Gluzman, este dificil pentru psihiatrul sovietic mediu să înțeleagă slaba adaptare a disidentului la societatea sovietică. Această viziune asupra disidenței nu are nimic surprinzător - conformismul domnea în conștiința sovietică. O anumită intoleranță publică față de comportamentul nonconformist a pătruns întotdeauna în cultura sovietică, iar pragul de abatere de la obiceiuri era la fel de scăzut.
Un exemplu de intoleranță este un punct de vedere al psihiatrului Valentin Pehterev, care susține că psihiatrii vorbesc despre necesitatea de a se adapta la societate, estimează nivelul de funcționare socială a omului, capacitatea sa de a testa în mod adecvat realitatea și așa mai departe. În cuvintele lui Pehterev, aceste discursuri îi lovesc în plin pe disidenți și revoluționari, pentru că toți aceștia funcționează prost în societate, se adaptează cu greu la ea, fie inițial, fie după creșterea cerințelor. Ei transformă incapacitatea lor de a se adapta la societate în opinia că societatea se destramă și doar ei știu cum să ajute societatea să se restructureze. Disidenții consideră cazurile de inadaptare personală ca fiind o dovadă de răutate publică. Cu cât sunt mai multe astfel de cazuri, cu atât este mai ușor de a prezenta răul lor personal ca fiind unul public. Ei mușcă mâna societății care îi hrănește doar pentru că nu li se oferă un loc corect în societate. Spre deosebire de dizidenți, psihiatrii distrug atitudinea de apărare abia formată la dizidenți prin considerarea „bunăstării publice” ca fiind una personală. Psihiatrii scot dinții dizidenților, afirmând că aceștia nu trebuie să muște mâna cu care hrănește societatea doar pentru că micul grup de dizidenți se simte prost fiind la locul lor. Psihiatrii susțin nevoia de a trata nu societatea, ci dizidenții și caută să îmbunătățească societatea prin păstrarea și îmbunătățirea sănătății mintale a membrilor săi. După ce a citit cartea Institutul nebunilor de Viktor Nekipelov, Pehterev a juna la concluzia că acuzațiile la adresa psihiatrilor sunau unei părți neglijabile, dar zgomotoase, a deținuților care, atunci când se îndopau cu prăjituri, pretindeau că sunt bolnavi.
Conform răspunsului lui Robert van Voren, Pehterev, în articolul său, susține cu condescendență că Institutul Serbsky nu a fost un loc atât de rău și că Nekipelov îl exagerează și îl calomniază, dar Pehterev, făcând acest lucru, ratează punctul principal: condițiile de trai în Institutul Serbski nu erau rele, cei care treceau prin examenul psihiatric acolo erau într-un anumit sens „în vacanță” în comparație cu condițiile de trai din Gulag. Cu toate acestea, toată lumea era conștientă că Institutul Serbski era mai mult decât „porțile iadului”, de unde oamenii erau trimiși în spitalele psihiatrice specializate din Cerneahovsk, Dnepropetrovsk, Kazan, Blagoveșcensk, și asta nu era tot. Viața lor a fost transformată într-o oroare inimaginabilă, cu torturi zilnice prin administrarea forțată de droguri, bătăi și alte forme de pedeapsă. Mulți au înnebunit, nu au putut suporta ceea ce li se întâmpla, unii chiar au murit în timpul „tratamentului” (de exemplu, un miner din Donețk, Alexei Nikitin). Despre viața în Gulagul psihiatric se scriu multe cărți și memorii care te înfioară. Teroarea psihiatrică sovietică, prin brutalitatea ei și prin faptul că îi viza pe bolnavii mintal ca fiind cel mai vulnerabil grup al societății, nu a avut nimic de-a face cu programele naziste de eutanasie. Pedeapsa prin plasarea într-un spital de boli mintale a fost la fel de eficientă ca și încarcerarea în lagărele de concentrare din Mordovia pentru distrugerea psihologică și fizică a persoanelor. Istoria recentă a URSS ar trebui să se bucură de o largă publicitate pentru a imuniza societatea împotriva unor posibile repetări ale practicii sovietice de abuz psihiatric. 

Potrivit lui Fiodor Kondratev, un expert al Centrului Serbski și susținător al lui Snejnevski și al colegilor săi care au dezvoltat conceptul de schizofrenie cu evoluție lentă în anii 1960, cei arestați de KGB în temeiul art. 70 din Codul Penal al RSFSR („agitație și propagandă antisovietică”), sau 190-1 („Difuzarea de afirmații despre care se știe că sunt false, care defăimează sistemul politic și social sovietic”) au constituit, în acei ani, principalul grup vizat de perioada de utilizare a psihiatriei în scopuri politice. Ei au fost cei care au început să fie cercetați pentru „mecanismele psihopatologice” și, prin urmare, pentru bolile mintale care dădeau temei pentru declararea unui acuzat ca fiind debil mintal, pentru evitarea intentarea unui proces public în care acesta s-ar fi putut apăra și pentru a-l trimite pentru tratament obligatoriu într-un spital psihiatric special al Ministerul Afacerilor Interne. Problema (nu vina) științei psihiatrice sovietice a fost supraideologizarea teoretică a acesteia, ca urmare a cerinței stricte de a exclude cu severitate orice deviere de la conceptul „exclusiv științific” al  marxism-leninismului. Acest lucru s-a manifestat, în special, prin faptul că psihiatria sovietică, sub regimul totalitar, considera că pătrunderea în viața interioară a unei persoane bolnave era viciată de psihologizare. În această privință, nu se admite posibilitatea ca un individ să se poată comporta „într-un mod diferit față de ceilalți” nu numai din cauza bolii sale mintale, ci numai pe baza seturilor sale morale în concordanță cu conștiința sa. Aceasta a dus la o consecință: dacă o persoană diferită de toate celelalte se opune sistemului politic, trebuie să fie căutate „mecanismele psihopatologice” ale disidenței sale Chiar și în cazurile în care catamneza confirma corectitudinea diagnosticului de schizofrenie, aceasta nu însemna întotdeauna că tulburările mintale erau cauza disidenței și, cu atât mai mult, că trebuia administrat un tratament obligatoriu „pentru ea” în spitale psihiatrice speciale. Ceea ce pare esențial este un alt fapt, acela că bolnavii mintal se puteau opune și ei totalitarismului, nicidecum datorită „mecanismelor lor psihopatologice”, ci ca persoane care, în ciuda diagnosticului de schizofrenie, și-au păstrat reperele morale civice.} Orice bolnav cu schizofrenie putea fi un disident dacă conștiința sa nu putea să tacă, spune Kondratev.
Potrivit psihiatrului din Sankt Petersburg, Vladimir Pshizov, în ceea ce privește psihiatria punitivă, structura psihiatriei este de așa natură încât folosirea psihiatrilor împotriva oponenților autorităților este întotdeauna tentantă pentru autorități, deoarece se pare că este posibil să nu se țină cont de o opinie a persoanei care a primit un diagnostic. Prin urmare, problema va rămâne mereu de actualitate. Deși nu exista o politică guvernamentală de utilizare a psihiatriei pentru represiune, psihiatrii și fosta nomenklatură psihiatrică au păstrat aceleași reflexe prompte.
Psihiatrul ucrainean Ada Korotenko a subliniat că utilizarea psihiatriei punitive a permis evitarea procedurii judiciare, în timpul căreia acuzatul ar fi putut denunța încălcarea dreptului la exprimare liberă în public și a drepturilor sale civile. Stabilirea unui diagnostic psihiatric este nesigură și se poate baza pe o preconcepție. Mai mult decât atât, în diagnosticarea bolilor mintale, sunt implicate ca argumente criterii de diagnosticare subiective și neclare. Lipsa unor criterii clare de diagnosticare și a unor standarde de diagnosticare clar definite contribuie la aplicarea unei psihiatrii punitive cetățenilor curajoși și valoroși care nu sunt de acord cu autoritățile.
În același timp, majoritatea psihiatrilor înclină să creadă că un astfel de diagnostic greșit este mai puțin periculos decât nediagnosticarea unei boli mintale.
Psihiatrul german Hanfried Helmchen spune că incertitudinea diagnosticului este pretabilă la alte influențe decât cele medicale, influența politică de exemplu, așa cum a fost cazul disidenților sovietici, care au fost sufocați de un diagnostic psihiatric, în special cel de „schizofrenie cu evoluție lentă”, pentru a-i îndepărta de societate în spitale psihiatrice speciale.
Psihologul rus Dmitri Leontev a afirmat că psihiatria punitivă din Uniunea Sovietică se baza pe presupunerea că numai un nebun poate merge împotriva dogmei publice și să caute adevărul și dreptatea.
K. Fulford, A. Smirnov și E. Snow au afirmat: „Un factor important de vulnerabilitate ... pentru abuzul de psihiatrie este natura subiectivă a observațiilor de care depinde în prezent diagnosticul psihiatric.”  Îngrijorările legate de abuzul politic de psihiatrie ca tactică de control al disidenței au fost exprimate cu regularitate de psihiatrul american Thomas Szasz și a menționat că acești autori, care au subliniat în mod corect natura încărcată de valori a diagnosticelor psihiatrice și caracterul subiectiv al clasificărilor psihiatrice, nu au reușit să accepte rolul puterii psihiatrice. Muzicologii, criticii de teatru, istoricii de artă și mulți alți cercetători își creează, de asemenea, propriile clasificări subiective; cu toate acestea, neavând o putere legitimată de stat asupra persoanelor, clasificările lor nu duc la privarea cuiva de proprietate, libertate sau viață. De exemplu, clasificarea frumuseții de către chirurgul plastician este subiectivă, dar chirurgul plastician nu-și poate trata pacientul sau pacienta fără consimțământul acesteia, prin urmare, nu poate exista niciun abuz politic al chirurgiei plastice Fundamentul medicinei politice este coerciția mascată ca tratament medical. Ceea ce transformă terapia în coerciție sunt medicii care „diagnostichează” starea persoanei ca fiind o „boală”, care „declară” intervenția pe care o impun victimei drept „tratament”, iar legiuitorii și judecătorii „legitimează” aceste clasificări ca fiind „boli” și „tratamente”. În același mod, medicii-eugeniști au pledat pentru uciderea anumitor persoane cu dizabilități sau bolnave ca formă de tratament atât pentru societate, cât și pentru pacient, cu mult înainte de venirea la putere a naziștilor . Szasz a considerat că spectacolul psihiatrilor occidentali care își condamnau cu voce tare colegii sovietici pentru abuzul lor față de standardele profesionale era în mare parte un exercițiu de ipocrizie. Abuzul psihiatric, cum ar fi cazul persoanelor asociate de obicei cu practicile din fosta URSS, a fost legat nu de utilizarea abuzivă a diagnosticelor psihiatrice, ci de puterea politică încorporată în rolul social al psihiatrului, atât în societățile democratice, cât și în cele totalitare. Subiecții eligibili din punct de vedere psihiatric și legal pentru spitalizarea involuntară au fost întotdeauna „dizidenții”. Conținutul și limitele disidenței sunt cele care s-au schimbat. Înainte de Războiul Civil American, disidența însemna să fii negru și să încerci să scapi de sclavie. În Uniunea Sovietică, disidența era constituită de dorința de „reformare” a marxismului sau de emigrare pentru a scăpa de el. După cum a spus Szasz, „clasificarea de către proprietarii și comercianții de sclavi a anumitor indivizi ca negri era științifică, în sensul că albii erau rareori clasificați ca negri. Dar acest lucru nu a împiedicat abuzul unei astfel de clasificări rasiale, pentru că (ceea ce numim) abuzul său a fost, de fapt, utilizarea sa”. Colaborarea dintre psihiatrie și guvern conduce la ceea ce Szasz numește „statul terapeutic”, un sistem în care acțiunile, gândurile și emoțiile dezaprobate sunt reprimate („vindecate”) prin intervenții pseudomedicale. Astfel, sinuciderea, credințele religioase neconvenționale, intoleranța rasială, nefericirea, anxietatea, timiditatea, promiscuitatea sexuală, furtul din magazine, jocurile de noroc, mâncatul în exces, fumatul și consumul de droguri ilegale sunt toate considerate simptome sau boli care trebuie vindecate.
După cum presupun Michael Robertson și Garry Walter, puterea psihiatrică în aproape toate societățile se extinde din motive de siguranță publică, care, în opinia liderilor URSS, era cel mai bine menținută prin reprimarea disidenței.
Potrivit psihoterapeutului medico-legal britanic Gwen Adshead, întrebarea este ce se înțelege prin cuvântul „anormal”. Evident, este posibil ca anormalul să fie identificat ca fiind „inadecvat din punct de vedere social”. În acest caz, disidența socială și politică este transformată de terminologia medicală într-un simptom și devine astfel o problemă personală a individului, nu o problemă socială.
Potrivit psihiatrului rus Emmanuil Gușanski, psihiatria este singura specialitate medicală în care medicul are dreptul să folosească violența în beneficiul pacientului. Aplicarea violenței trebuie să se bazeze pe legea sănătății mintale, să fie pe cât posibil transparentă și monitorizată de reprezentanți ai intereselor persoanelor care au nevoie de examinare și tratament involuntar. În timpul spitalizării pentru situații de urgență într-un spital de psihiatrie, pacientul trebuie să fie însoțit de rudele sale, de martori sau de alte persoane autorizate care să controleze acțiunile medicilor și ale forțelor de ordine În caz contrar, psihiatria devine un servitor ascultător al agențiilor statului și este lipsită de funcția sa medicală. Poliția este cea care trebuie să vină în ajutorul cetățenilor și este responsabilă de securitatea acestora. Abia mai târziu, după ce au fost luate toate măsurile legale adecvate de protecție socială, psihiatrul trebuie să răspundă la întrebările autorităților de aplicare a legii și a celor judiciare, rezolvând problemele de spitalizare involuntară, sănătate mintală etc. În Rusia, toate acestea mergeau în mod complet diferit. Psihiatrul era învestit cu funcții punitive, era implicat în spitalizarea involuntară, mașina de stat se ascundea în spatele lui, manipulându-l de fapt pe medic. Poliția se ferește să investigheze infracțiunile comise de bolnavii mintal. După ce au primit informații despre boala unor persoane, organele de anchetă opresc foarte des ancheta și nu o aduc la nivelul acțiunilor de investigare. Astfel, psihiatria devine un paravan pentru acțiunile justiției și, prin aceasta, servește drept sursă pentru nedreptățirea și stigmatizarea atât a psihiatrilor, cât și a persoanelor cu tulburări psihice. Atitudinea negativă față de psihiatri este astfel susținută de aparatul de stat și este însoțită de agresiunea împotriva medicilor, care crește în perioadele de tulburări sociale.

Vladimir Bukovski, bine-cunoscut pentru lupta sa împotriva abuzului politic psihiatric în Uniunea Sovietică, a explicat că folosirea psihiatriei împotriva disidenților era convenabilă pentru KGB, deoarece spitalizarea nu avea o dată de sfârșit și, ca urmare, au existat cazuri în care disidenții au fost ținuți în spitalele închisorilor psihiatrice timp de 10 sau chiar 15 ani. „Odată ce te îndoapă cu medicamente, pot uita de tine”, a spus el și a adăugat: „Am văzut oameni care practic au dormit ani de zile.”
Președintele american Ronald Reagan a considerat că „tratamentul brutal al disidenților sovietici s-a datorat inerției birocratice.”

## Probleme ramase de lămurit
În opinia președintei Grupului Helnsiki de la Moscova Liudmila Alexeeva, declararea ca bolnav mintal a unei figuri proeminente, care a făcut o declarație politică sau a întreprins o acțiune politică, este cel mai semnificativ factor în evaluarea psihiatriei în anii 1960-1980. Practica internării forțate a disidenților politici în unități psihiatrice din fosta URSS și din Europa de Est a distrus credibilitatea practicii psihiatrice în aceste țări. Când profesia de psihiatru este discreditată într-o parte a lumii, psihiatria este discreditată în întreaga lume. Psihiatria și-a pierdut cu totul baza profesională odată cu folosirea sa pentru înăbușirea disidenței în fosta URSS și în așa-numitul program de eutanasie din Germania Nazistă. Nu există nicio îndoială că posibilitatea de folosire a psihiatriei pentru a impune norme sociale și chiar interese politice este imensă. Directorul Institutului de Cercetare în Psihiatrie din Moscova, Valery Krasnov, a spus că, în prezent, psihiatria este vulnerabilă, deoarece multe dintre noțiunile sale au fost puse sub semnul întrebării, iar modelul durabil al vieții mentale și al limitelor dintre normalitatea și anormalitatea mentală a fost pierdut. El a adăugat că psihiatrii trebuie să caute noi puncte de referință pentru a face evaluări clinice și noi puncte de referință pentru a justifica vechile intervenții terapeutice.
După cum afirmă Emmanuil Gușanski, astăzi poziția subiectivă a unui pacient rus față de un psiholog sau psihiatru este de natură defensivă și împiedică încercarea de a-l înțelege pe pacient și de a-l ajuta să-și evalueze starea. O astfel de poziție este legată de frica constantă, subconștientă de psihiatri și de psihiatrie. Această teamă este cauzată nu numai de abuzul psihiatric, ci și de violența constantă în societatea totalitară și posttotalitară. Violența psihiatrică și aroganța psihiatrică ca una dintre manifestările acestei violențe este legată de accentul principal pus pe simptomatologia și cauzele biologice ale unei boli, ignorând factorii psihologici, existențiali și psihodinamici. Gușanski a subliniat că psihiatria rusă modernă și structura de furnizare a serviciilor de sănătate mintală nu vizează protejarea dreptului pacientului la un loc propriu în viață, ci discreditarea unui astfel de drept, dezvăluirea simptomelor și izolarea pacientului.
Psihiatrul a devenit o sperietoare care pune etichete psihiatrice. Psihiatrul inspiră teamă, nu i se face confidențe, nu i se mărturisesc secretele sufletului cuiva și i se cere doar să ofere medicamente.
Etichetele psihiatrice, sau stigmatele sociale, s-au răspândit atât de mult încât nu există mass-media care să nu numească o persoană antipatică schizofrenioc și care să nu generalizeze evaluările psihiatrice la fenomene din viața publică. Cuvântul psihușka a intrat în vocabularul cotidian. Toate persoanele care se abat de la standardele obișnuite de gândire și comportament sunt declarate bolnave mintal, cu un chicotit aprobator al publicului. Nu este surprinzător că, datorită unei astfel de stigmatizări, persoanele cu tulburări mintale reale se tem de publicitate ca de ciumă. Psihologul Oleg Lapin este de părere că politicienii și presa atașează etichete psihologice, psihiatrice și medicale. El a adăugat că psihiatria a dobândit un nou statut de normalizare a vieții, pe care înainte îl deținea religia.
Înainte se putea spune: „Mergeți împotriva lui Dumnezeu sau Dumnezeu este cu noi”. Acum se poate spune: „Eu mă comport în mod rezonabil, adecvat, iar tu nu te comporți în acest fel.”. În 2007, Aleksandr Dughin, profesor la Universitatea de Stat din Moscova și consilier al președintele {{Duma de Stat|Dumei de Stat]], Serghei Narîșkin, i-a prezentat pe opozanții politicii lui Vladimir Putin ca fiind bolnavi mintal, afirmând: „Nu mai există opozanți ai politicii lui Putin, iar dacă există, sunt bolnavi mintal și ar trebui trimiși la un control medical profilactic”. În Ziarul regional de psihiatrie din Moscova (Московская областная психиатрическая газета }din 2012, psihiatrul Dilia Enikeeva a încălcat etica medicală și a dat publicității diagnosticul de tulburare de personalitate histrionică, pe care l-a pus în lipsă lui Ksenia Sobciak, o prezentatoare de televiziune rusă și membră a opoziției politice, și a afirmat că Sobciak era dăunătoare pentru societate.
Robert van Voren a remarcat că, după căderea Zidului Berlinului, a devenit evident că abuzul politic prin intermediul psihiatriei în URSS a fost doar vârful icebergului, semn că mult mai multe lucruri au fost în neregulă. Imaginea realistă a psihiatriei sovietice a apărut abia după ce regimul sovietic a început să slăbească controlul asupra societății și a pierdut mai târziu controlul asupra evoluțiilor și, în cele din urmă, s-a dezintegrat în întregime. S-a demonstrat că situația reală a fost mult mai gravă și că multe persoane au fost afectate. Milioane de indivizi au fost tratat și stigmatizați de un serviciu de sănătate învechit. Condițiile de viață în clinici erau proaste, uneori chiar îngrozitoare, iar încălcările drepturilor omului erau numeroase. Conform datelor unui recensământ publicat în 1992, mortalitatea bolnavilor cu schizofrenie a depășit-o pe cea a populației generale de 4-6 ori pentru vârsta de 20-39 de ani, de 3-4 ori pentru vârsta de 30-39 de ani, de 1,5-2 ori pentru vârsta de peste 40 de ani (valorile mai mari sunt pentru femei).
Potrivit lui Robert van Voren, deși timp de câțiva ani, mai ales după dezintegrarea Uniunii Sovietice și în primii ani de guvernare a lui Boris Elțîn, pozițiile conducătorilor psihiatriei sovietice au fost în pericol, acum se poate aprecia cu tărie că aceștia au reușit să treacă peste furtună și să-și păstreze pozițiile de putere. Ei au reușit, de asemenea, să evite un aflux de concepte moderne de furnizare a serviciilor de sănătate mintală și o schimbare fundamentală în structura serviciilor psihiatrice din Rusia. În Rusia impactul reformatorilor în domeniul sănătății mintale a fost cel mai mic. Chiar și eforturile de reformă depuse în locuri precum Sankt Petersburg, Tomsk și Kaliningrad au eșuat sau au fost înghețate pe măsură ce politicile centriste ale lui Putin le-au readus sub control.
De-a lungul perioadei postcomuniste, industria farmaceutică a fost în principal un obstacol în calea reformei. Întreprinderile farmaceutice au avut ca obiectiv exploatarea uriașei piețe a fostei Uniuni Sovietice și, pentru ca să-și atingă obiectivele, au acționat în așa fel încât profesioniștii și serviciile să depindă în totalitate de susținerea lor financiară, au redirecționat atenția principală către disponibilitatea medicamentelor mai degrabă decât spre serviciile de reabilitare psiho-socială și au stimulat foarte mult corupția în cadrul sectorul sănătății mintale.
La începutul secolului al XX-lea, reforma psihiatrică care fusese implementată de Franco Basaglia în Italia a devenit cunoscută și a fost aleasă pentru a fi aplicată în Rusia, în vederea reducerii cheltuielilor. Dar când a devenit clar că erau necesari și mai mulți bani pentru reformă, aceasta s-a împotmolit în același mod în care s-au împotmolit și reforma armatei și multe alte proiecte. Dar când a devenit clar că erau necesari și mai mulți bani pentru reformă, aceasta s-a împotmolit în același mod în care s-a împotmolit și reforma armatei și multe alte proiecte. Rusia este cu zeci de ani în urma țărilor din Uniunea Europeană în ceea ce privește reforma sănătății mintale, care a fost deja implementată sau este în curs de implementare în aceste țări. Până când societatea rusă, spune Gușanski, nu va fi conștientă de necesitatea unei reforme în domeniul sănătății mintale, Rusia va trăi într-o atmosferă de animozitate, neîncredere și violență. Mulți experți cred că problemele se extind dincolo de psihiatrie, la nivelul întregii societăți. Robert van Voren presupune că rușii vor ca persoanele cu afecțiuni psihice să fie închise în spitale în afara orașului și nu vor ca aceștia să fie liberi în comunitate. În ciuda unei noi legi privind sănătatea mintală din 1992, psihiatria coercitivă în Rusia a rămas în general nereglementată și modelată de aceleași tendințe de hiperdiagnostic și dependență excesivă de îngrijirea instituțională caracteristică perioadei sovietice. În Uniunea Sovietică, a existat o creștere continuă a numărului de paturi, deoarece serviciile psihiatrice au fost folosite pentru „tratarea” disidenților.
În 2005, Federația Rusă avea unul dintre cele mai mari numere de paturi de psihiatrie pe cap de locuitor din Europa, de 113,2 la 100.000 de locuitori, adică peste 161.000 de paturi. În 2014, Rusia avea 104,8 paturi la 100.000 de locuitori și nu fuseseră luate măsuri pentru amenajarea de noi centre pentru servicii ambulatorii. Persoanele care nu răspund bine la tratamentul din dispensare pot fi trimise în instituții de îngrijire socială pe termen lung (internate), unde rămân pe termen nelimitat. Internatele sunt gestionate de către organizațiile regionale de protecție socială. Rusia a avut 442 internate psihoneurologice până în 1999, iar numărul lor a ajuns la 505 până în 2013 . Internatele au oferit locuri pentru tratarea a 125.000 de persoane în 2007. În 2013, internatele psihoneurologice din Rusia au găzduit 146.000 de persoane, conform datelor centralizate ale Departamentului de Protecție Socială din Moscova și ale Ministerului Muncii și Protecției Sociale al Federației Ruse. Este de presupus că numărul de paturi în internate crește în același ritm cu care scade numărul de paturi în spitalele de psihiatrie. Liubov Vinogradova de la Asociația Independentă de Psihiatrie din Rusia oferă o cifră diferită, anume 122.091, adică 85,5 locuri în instituțiile psihoneurologice de protecție socială (internate) la 100.000 de locuitori în 2013, și aifirmă că Rusia se află pe primul loc în Europa în ceea ce privește numărul de locuri în aceste instituții. Vinogradova afirmă că în multe regiuni există o lipsă catastrofală de locuri în internatele psihoneurologice, ceea ce implică necesitatea creșterii numărului de locuri acolo și faptul că Asociația Independentă de Psihiatrie din Rusia forțează transinstituționalizarea - mutarea bolnavilor mintal din casele lor și din spitalele de psihiatrie în internatele psihoneurologice.
La conferința sa de presă din 2008, S. Gluzman a declarat că surplusul de spitale pentru tratamentul bolnavilor psihici din Ucraina era o relicvă a regimului comunist totalitar și că în Ucraina nu exista o epidemie de schizofrenie. El a mai subliniat că Ucraina avea aproximativ 90 de spitale psihiatrice mari, inclusiv Spitalul Pavlov, unde numai în secția de copii existau mai multe paturi decât în întreaga Marea Britanie. În Ucraina, opinia publică nu a contribuit la protecția cetățenilor împotriva unei posibile reapariții a abuzului psihiatric. Nu au avut loc demonstrații și mitinguri în sprijinul legii sănătății mintale. Dar tot în Ucraina a existat o campanie publică împotriva dezvoltării unei noi legi și împotriva liberalizării furnizării de asistență psihiatrică în țară. Campania a fost inițiată și efectuată de rudele pacienților psihiatrici. Aceștia au scris la ziare, au organizat demonstrații în locurile aglomerate, s-au comportat în mod necontrolat în birourile și pe coridoarele ministerelor. Gluzman a văzut odată prin geamul unui troleibuz un grup de 20-30 de persoane care stăteau în fața clădirii guvernului ucrainean cu steaguri roșii, portrete ale lui Lenin și Stalin și un slogan scris grosolan pe un carton alb: „Scoateți psihiatria lui Gluzman din Ucraina!” La acțiunile împotriva modificărilor în sistemul de sănătate mintală au participat și activiști ai mișcării disidente, care nu puteau fi considerați nostalgici ai trecutului. Dar, în general, trebuie amintit că toate aceste acțiuni de protest au fost declanșate de psihiatrii din nomenklatura. 
Întregul sistem psihiatric ucrainean constă, de fapt, din două unități: spitalul pentru tratamentul afecțiunilor psihiatrice acute și internatul-ospiciu pentru „pacienții cronici” neajutorați, incapabili să trăiască pe cont propriu. Iar între spital și internat-ospiciu nu se mai află nimic}. De aceea, aproximativ 40% dintre pacienții din orice spital de psihiatrie ucrainean sunt așa-numiți pacienți sociali, a căror ședere în spitalul de psihiatrie nu se datorează indicațiilor medicale. Un model similar este întâlnit și în internate. O parte semnificativă a pacienților care internați pe toată lungimea vieții lor ar fi putut trăi suficient de mult timp în societate în ciuda bolilor lor mintale. Ar fi putut trăi destul de confortabil și în siguranță pentru ei și pentru ceilalți în cămine speciale, aziluri de bătrâni, sau centre de reabilitare. Ucraina nu are nicio astfel de instituție.

În perioada sovietică, spitalele de boli mintale au fost frecvent create în foste mănăstiri, cazărmi și chiar lagăre ale Gulagului. Sofia Dorinskaia, activistă pentru drepturile omului și psihiatru, spune că a văzut foști condamnați care trăiesc de zece ani într-un spital de boli mintale din Rusia și care vor rămâne acolo până la moarte pentru că nu au o casă. Procesul de înlocuire a spitalelor de psihiatrie servicii comunitare de sănătate mintală nu a afectat multe spitale, iar pacienții continuă să fie internați aici până la moarte. În 2013, 70 de persoane au murit într-un incendiu în apropierea Novgorodului și Moscovei. Condițiile de viață sunt adesea grele și uneori oribile: 12 până la 15 pacienți într-o cameră mare cu gratii la ferestre, fără noptiere, adesea fără pereți despărțitori, fără suficiente toalete. Numărul clinicilor pentru tratamente ambulatorii destinate îngrijirii primare a persoanelor cu tulburări psihice a încetat să mai crească în 2005 și s-a redus la 277 în 2012 față de 318 în 2005. Stigmatizarea legată de bolile mintale este la nivelul xenofobiei. Publicul rus îi percepe pe bolnavii mintal ca fiind dăunători, inutili, incurabili și periculoși. Stigmatul social este menținut nu numai de către publicul larg, ci și de către psihiatri.
Valorile tradiționale au rezistat încercării instituțiilor occidentale de a impune o imagine pozitivă a comportamentului deviant. De exemplu, în ciuda eliminării homosexualitatea din nomenclatorul tulburărilor psihice, 62,5% dintre cei 450 de psihiatri chestionați în Regiunea Rostov o consideră o boală, iar până la trei sferturi o consideră un comportament imoral. Psihiatrii susțin interzicerea  paradelor LGBT și folosirea unor scheme voalate de concediere a persoanelor lesbiene și gay din școli, centre de îngrijire a copiilor și alte instituții publice. Zurab Kekelidze, psihiatrul șef al Ministerului Sănătății al Federației Ruse, în interviul acordat în 2013 canalului de televiziune Dojd, a spus că unele dintre cazurile de homosexualitate sunt tulburări mintale, iar el nu este de acord cu decizia  Organizației Mondiale a Sănătății de scoatere a homosexualității de pe lista tulburărilor mintale. Homosexualitatea a fost definită în continuare ca o tulburare mintală de către Asociația Independentă de Psihiatrie din Rusia în 2005, când președintele acesteia, Savenko, și-a exprimat surpriza față de propunerea Comitetului Executiv al Asociației Americane de Psihiatrie de a exclude homosexualitatea ca tulburare mintală din manualele de psihiatrie din cauza presiunilor politice din partea ONG-urilor și guvernelor occidentale și a declarat că raționamentul ideologic, social și liberal al propunerii a fost înlocuit cu cel științific. În 2014, Savenko și-a schimbat părerea despre homosexualitate și, împreună cu Alexei Perehov, a cedat presiunii și, în lucrarea lor comună, a criticat și a făcut referire la tendința de considerare a homosexualității ca fiind o tulburare mentală a mentalității sovietice.
În 1994, a fost organizată o conferință de tema abuzului psihiatric, la care au participat reprezentanți din diferite foste republici sovietice - din Rusia, Belarus, țările baltice, Caucaz, și unele dintre republici din Asia Centrală. Dainius Puras a prezentat un raport cu privire la situația din cadrul Asociației Lituaniene de Psihiatrie, unde au avut loc discuții, dar nu a fost adoptată nicio rezoluție. Iuri Nuller a vorbit despre cum, în Rusia, direcția vântului se schimbă treptat, iar abuzul politic sistematic al psihiatriei este din nou negat și degradat ca o problemă de „hiperdiagnosticare” sau „dezacord științific”. A fost de demn de remarcat în mod particular faptul că Tatiana Dmitrieva, directorul de atunci al Institutului Serbski, a fost un susținător al unei astfel de minimalizări. Acest lucru nu era atât de ciudat, pentru că era o prietenă apropiată a principalilor arhitecți ai „psihiatriei politice”.
La începutul anilor 1990, ea a rostit cuvintele necesare de pocăință pentru abuzul psihiatric, care a avut dimensiuni fără precedent în Uniunea Sovietică pentru discreditarea, intimidarea și suprimarea mișcării pentru drepturile omului. Cuvintele ei au fost difuzate pe scară largă în străinătate, dar au fost publicate doar în ziarul din Sankt Petersburg Ora de vârf (Час Пик ). Cu toate acestea, în cartea sa din 2001 Alianța Legii și a Milei (Альянс Права и Милосердия), Dmitrieva a scris că nu au existat abuzuri psihiatrice și cu siguranță nu mai multe decât în țările occidentale. Mai mult, cartea lansează acuzația că profesorul Vladimir Serbski și alți intelectuali au greșit că nu au cooperat cu poliția pentru a preveni revoluția și vărsarea de sânge și că generația actuală greșește că se opune regimului. În 2007, Dmitrieva a afirmat că practica „psihiatriei punitive” a fost exagerată în mod grosolan, în timp ce Institutul Serbski nu a făcut nimic greșit. După aceea, un funcționar de la Institutul Serbski a declarat că „pacientul” Vladimir Bukovski, care urma să candideze la președinția Federației Ruse, era fără îndoială „psihopat”.
Iuri Savenko susține că, în ceea ce privește Centrul Serbski, „practic nu s-a schimbat nimic. La institut nu le este rușine de rolul lor alături de comuniști. Sunt aceiași oameni și nu vor să își ceară scuze pentru toate acțiunile lor din trecut”. Avocatul Karen Nersisyan este de acord: „Serbski nu este un instituție de medicină. Este un organ de putere.”}  Potrivit activistei pentru drepturile omului și fostului psihiatru Sofia Dorinskaia, sistemul de psihiatrie sovietic nu a fost distrus, Institutul Serbski este în picioare acolo unde a fost, aceleași persoane care au lucrat în sistemul sovietic lucrează acolo. Ea spune că avem o situație ca după înfrângerea fascismului în Germania Nazistă, când fascismul s-a prăbușit oficial, dar toți guvernatorii de teritorii, judecătorii și toți oamenii au supraviețuit regimului fascist.
În articolul său din 2002, psihiatrul american Alan A. Stone, care, în calitate de membru al echipei, l-a examinat în 1979 pe Petro Grigorenko și l-a găsit sănătos din punct de vedere mental, a ignorat constatările Asociației Mondiale de Psihiatrie și declarațiile ulterioare ale psihiatrilor sovietici înșiși și a prezentat teoria academică revizionistă conform căreia nu a existat niciun abuz psihiatric folosit ca instrument împotriva disidenței pacifiste în fosta Uniune Sovietică. El a afirmat că a sosit timpul ca psihiatria din țările occidentale să reconsidere relatările presupus documentate despre abuzul psihiatriei punitive în URSS, în speranța de a descoperi că psihiatrii sovietici meritau mai mult simpatie decât condamnare. După cum spunea Stone, el crede că Snejnevski a fost condamnat pe nedrept de către critici. Potrivit lui Stone, unul dintre primele puncte pe care psihiatrii sovietici care au fost condamnați pentru abuzul politic neetic al psihiatriei este că revoluția este cel mai mare bine pentru cel mai mare număr, cea mai mare dovadă de justiție socială și cea mai mare binefacere imaginabilă în secolul al XX-lea. În viziunea occidentală, busola etică a psihiatrilor sovietici începe să-i piardă direcția atunci când acționează în slujba acestei mari „binefaceri”.
Potrivit psihiatrului din Sankt Petersburg, Vladimir Pșizov, un factor dezastruos pentru psihiatria rusă este faptul că celor care au comis crime împotriva umanității li s-a permis să rămână pe poziții până când vor putea părăsi această lume în mod natural. Cei care și-au păstrat pozițiile și influența au transformat psihiatria domestică dintr-una motivată politic într-una motivată penal, deoarece sfera de interese a acestui public s-a redus la a face o afacere cu medicamente psihiatrice și la a pune stăpânire pe casele bolnavilor. În perioada sovietică, toți șefii departamentelor de psihiatrie, toți directorii institutelor de cercetare psihiatrică, toți medicii șefi ai spitalelor de psihiatrie erau membri ai nomenklaturii Partidului Comunist  și continuă să fie membrii ai noii elite. Reprezentantul nomenklaturii în psihiatrie avea schema de carieră care era simplă și adesea stereotipată: timp de unu-doi ani, făcea comisioane în calitate de rezident, apoi se înscria în partid și devenea un „partgrouporg (партгруппоргом)”. Colegii acestuia, de obicei cei care nu erau membri de partid, strângeau și prelucrau materiale pentru teza de octorat. Recenzarea literaturii de specialitate, în special într-un institut de cercetare pentru psihiatrie, a fost adesea scrisă de pacienți, deoarece numai ei cunoșteau limbi străine, iar cadrele medicale, membri de partid, nu erau în stare să o facă, pentru că societatea sovietică nu stimula învățarea unei limbi străine.
Robert van Voren mai spune că psihiatria rusă este condusă acum de aceiași psihiatri care conduceau psihiatria în perioada sovietică. Sistemul psihiatric rusesc nu s-a schimbat aproape deloc din perioada sovietică. În realitate, vedem în Rusia încă un fel de psihiatrie sovietică, cum era la sfârșitul anilor 1980. Psihiatrii ruși nu au acces la literatura de specialitate publicată în alte țări și nu înțeleg evoluția în psihiatria mondială. Formarea personalului nu s-a schimbat, literatura de specialitate este inaccesibilă, aceiași psihiatri predau noilor generații de specialiști. Aceia dintre ei care știu la ce nivel este psihiatria mondială și știu că nu este același lucru cu ceea ce se întâmplă în Rusia, tac și se tem. Nucleul puternic al vechii nomenklaturi din psihiatrie era concentrat la Moscova, și era clar că lupta în interiorul fortăreței lor ar fi fost nu numai dificilă, ci și o pierdere de timp, energie și resurse, așa că Inițiativa Globală în Psihiatrie a evitat aproape complet Moscova în toți acești ani. În schimb, Inițiativa Globală pentru Psihiatrie a participat activ la proiecte de reformare a serviciilor de sănătate mintală din Ucraina, a donat o tipografie pentru publicul ucrainean, a organizat o editură, a ajutat la tipărirea unei cantități uriașe de literatură medicală și juridică distribuită gratuit. Fiscul ucrainean a acuzat editura că a falsificat dolari, iar o parte semnificativă a ajutorului umanitar pe care Inițiativa Globală pentru Psihiatrie îl adunase din Olanda pentru spitalele psihiatrice ucrainene a fost furată la Kiev.
Mulți dintre liderii actuali ai psihiatriei rusești, în special cei care au fost legați de autorități în perioada sovietică, s-au răzgândit față de declarația lor, citită la Adunarea Generală a WPA din 1989, că psihiatria sovietică a fost folosită mod sistematic în scopuri politice Printre liderii care au făcut acest lucru se numără Aleksandr Tiganov, elev al lui Snejnevski, membru titular al Academiei Ruse de Științe Medicale, director al Centrului de Cercetare a Sănătății Mintale și psihiatru șef al Ministerului Sănătății al Federației Ruse. În 2011, când a fost întrebat cine erau cei examinați din cauza dezacordurilor lor cu autoritatea, persoanele bolnave sau cele sănătoase, Tiganov a răspuns: „Aceste persoane sufereau de schizofrenie ce dezvoltare lentă și se aflau în registrul psihiatric”. Tiganov a afirmat că nu sunt adevărate zvonurile conform cărora lui Snejnevski i s-a făcut milă de disidenți și le-a dat un diagnostic necesar pentru a-i plasa într-un spital special pentru a-i salva de la închisoare, adevărul fiind că el și-a făcut cu onestitate datoria de medic. Aceleași idei au fost exprimate în interviul din 2014 al lui Anatoli Smulevici, elev al lui Snejnevski, membru titular al Academiei Ruse de Științe Medicale. El a spus că ceea ce s-a spus despre Snejnevski și anume că i-a catalogat ca fiind bolnavi pe cei sănătoși nu este adevărat și este pură calomnie, este complet exclus ca el să dea un diagnostic de bolnav unei persoane sănătoase.
În 2007, Mihail Vinogradov, unul dintre cei mai importanți membri ai conducerii Centrului Serbski, a denigrat puternic și în toate modurile posibile mișcarea pentru drepturile omului din epoca sovietică și a încercat să-i convingă pe alții că toți disidenții politici care au fost în instituția sa erau într-adevăr bolnavi mintal. După cum a spus el, „acum este clar că toți sunt oameni profund afectați". În 2012, Vinogradov a spus același lucru: „Vorbiți despre activiștii pentru drepturile omului? Cei mai mulți dintre ei sunt doar oameni nesănătoși, am vorbit cu ei. În ceea ce-l privește pe generalul disident Grigorenko, și eu l-am văzut, l-am ținut sub observație și am remarcat ciudățeniile gândirii sale. Dar în cele din urmă i s-a permis să plece în străinătate, după cum știți... Cine? Bukovski? Am vorbit cu el, și este un personaj complet nebun. Dar și lui i s-a permis să plece în străinătate! Vedeți, activiștii pentru drepturile omului sunt oameni care, din cauza patologiei lor mintale, nu sunt capabili să se mențină în standardele societății, iar Occidentul încurajează incapacitatea lor de a face acest lucru." În același an, el a propus să fie restabilită legea sovietică privind sănătatea mintală și a declarat că aceasta „nu a fost niciodată folosită pentru persecuție politică”. Activiștii pentru drepturile omului care susțin că a făcut-o, în cuvintele lui Vinogradov, „nu sunt foarte sănătoși mintal”.
Psihiatrul rus Fiodor Kondratev nu numai că a negat acuzațiile că ar fi fost vreodată implicat personal în abuzurile sovietice în domeniul psihiatriei, ci a declarat public că însăși concepția existenței „psihiatriei punitive” din epoca sovietică nu era altceva decât „fantezia [вымысел] acelorași oameni care acum apără sectele totalitare. Aceasta este o calomnie, care a fost folosită în scopuri antisovietice, dar care acum este folosită în scopuri antirusești”. El a recunoscut că au existat încercări de utilizare a psihiatriei în scopuri politice, dar nu a existat teroare psihiatrică în masă și el s numit acuzațiile despre teroare o armă propagandistică a activiștilor din Războiul Rece.
Disidentul rus Alexandr Podrabinek a afirmat într-un articol că psihiatrii care au fost implicați în psihiatria punitivă, de exemplu Kondratev, sunt relativ indiferenți la indignarea publicului cu privire la utilizarea ilegală a psihiatriei atât în vremurile sovietice, cât și acum, nu le pasă de acest public, permițându-și să ignore orice opinie. Ca răspuns la acest articolul, Kondratev a intentat un proces împotriva lui Podrabinek în temeiul articolului 152 din Codul civil rus privind protejarea onoarei, demnității și reputației în afaceri. Potrivit lui Valeri Krasnov și Isaak Gurovici, reprezentanții oficiali ai psihiatriei implicați în abuzurile politice nu au recunoscut niciodată lipsa de temei a diagnosticelor și acțiunilor lor. Lipsa recunoașterii și absența unei analize a erorilor făcute a aruncat o umbră asupra tuturor psihiatrilor din URSS și, mai ales, din Rusia. După cum scrie istoricul ruso-american Georgi Chernyavsky, după căderea regimului comunist, oricât de mult s-ar da peste cap unii psihiatri, făcând spume la gură până în ziua de azi când afirmă că au fost calomniați, că nu au dat disidenților diagnostice-sentințe sau că, cel puțin, aceste cazuri au fost izolate și nu au avut nicio legătură cu activitățile lor personale, oricât de mult ar încerca medicii, dacă se poate spune așa, să respingă sute, dacă nu mii de fapte reale, este imposibil.
În 2004, Savenko a declarat că legea adoptată cu privire la activitatea experților de stat și introducerea profesiei de expert psihiatru medico-legal a distrus de fapt examinările bazate pe argumente și că Centrul Serbski s-a a câștigat monopolul complet al examinării medico-legale, ceea ce nu a fost niciodată cazul în timpul Uniunii Sovietice . Anterior, instanța putea include orice psihiatru într-o comisie de experți, dar acum instanța alege doar o instituție de expertiză. Expertul are dreptul de a participa numai în comisiile în care este inclus de către conducătorul instituției sale de specialitate și poate primi certificatul de calificare în calitate de expert numai după ce a lucrat timp de trei ani într-o instituție de expertiză de stat. Tatiana Dmitrieva, directorul Centrului Serbsky, a fost șeful departamentului de psihiatrie medico-legală, care este singurul din țară și care se află în centrul ei. Nimeni nu a avut până în acel moment un asemenea monopol în URSS sau Rusia.
După cum afirmă Savenko, Centrul Serbski a luptat mult timp pentru a-și legaliza poziția monopolistă de principală instituție de expertiză a țării. Ambiția și permisivitatea, care, datorită apropierii de putere, permit Centrului Serbski să ia legătura prin telefon cu judecătorii și să le explice cine este cine și care este linia directoare, deși judecătorii înșiși au învățat-o deja, s-au dovedit a fi o scădere considerabilă a nivelului rapoartelor de expertiză pe multe cazuri O astfel de scădere era inevitabilă și previzibilă în contextul eforturilor Centrului Serbski de eliminare a caracterul contradictoriu al rapoartelor de expertiză ale părților, apoi de degradare la maximum rolul specialistului ca revizor și critic al raportului de expertiză prezentat și de legalizarea stării de de fapt. Liubov Vinogradova consideră că a existat o diminuare continuă a drepturilor pacienților, deoarece experții independenți sunt acum excluși din procese, nu pot vorbi în instanță și nu pot face nimic împotriva experților de stat.
Iuri Savenko i-a scris pe 28 mai 2009 președintelui de atunci al Federației Ruse, Dmitri Medvedev, o scrisoare deschisă, în care să înainteze Dumei de Stat un proiect de lege pregătit de Asociația independentă de psihiatrie din Rusia pentru abordarea scăderii bruște a nivelului examinărilor psihiatrice medico-legale, pe care Savenko o atribuia lipsei de concurență în cadrul sectorului și naționalizării tot mai accentuate a acestuia. În scrisoarea deschisă se spunea că nivelul rapoartelor de expertiză a scăzut atât de mult încât, nu numai că lipsesc adesea secțiuni întregi din raport, cum ar fi, de exemplu, fundamentarea concluziilor, și că există o contradicție flagrantă între concluziile și secțiunea descriptivă a raportului, ci și afirmații concrete care sunt atât de contrare termenilor științifici general acceptați, încât apar îndoieli cu privire la interesul experților.Potrivit scrisorii, instanțele de judecată, încălcând normele procedurale, nu analizează raportul de expertiză, coerența și consecvența acestuia în toate părțile sale, nu verifică constatările experților pentru acuratețea, completitudinea și obiectivitatea lor.
Grupul de lucru prezidat de directoarea Centrului Serbski, Tatiana Dmitrieva, a trimis la pe 15 iunie 2009 la Curtea Supremă a Federației Ruse o cerere comună care avea drept scop declararea ilegală a recursului împotriva rapoartelor de expertiză medico-legală ale instituțiilor de expertiză de stat și interzicerea acceptării de către instanțele de judecată a proceselor intentate pentru contestarea rapoartelor. Motivul invocat pentru această propunere a fost acela că apelurile împotriva rapoartelor de expertiză ar fi fost depuse „fără a se ține cont de domeniul de aplicare al cauzei” și că trebuie să se facă apel împotriva raportului de expertiză „doar împreună cu sentința”. Cu alte cuvinte, potrivit lui Iuri Savenko, toate erorile și omisiunile profesionale sunt prezentate ca fiind de neatins în virtutea faptului că au fost strecurate în sentință. Acesta este un cinism al resurselor administrative, un cinism al puterii, mai spune el.
Proiectul de cerere către Curtea Supremă a Federației Ruse a fost analizat în lucrarea „Probleme juridice actuale relevante pentru expertiza medico-legală-psihiatrică” de către Elena Șciukina și Serghei Șișkov concentrându-se pe inadmisibilitatea apelului împotriva raportului de expertiză fără a ține cont de domeniul de aplicare al cazului evaluat. În timp ce vorbesc despre contestarea „rapoartelor”, autorii lucrării, potrivit avocatului Dmitri Bartenev, identifică în mod eronat rapoartele cu acțiunile experților (sau ale unei instituții de experți) și justifică imposibilitatea examinării și evaluării „paralele” a acțiunilor experților fără a ține cont de domeniul de aplicare a cazului evaluat. O astfel de concluzie făcută de autori apare în mod clar eronată, deoarece abuzul făcut de către experți asupra drepturilor și intereselor legitime ale cetățenilor, inclusiv ale participanților la proces, desigur, poate fi un subiect pentru un apel separat.
Conform avertismentului făcut în 2010 de Iuri Savenko la același congres, profesorul Anatoli Smulevici, autorul monografiilor Problema paranoiei (Проблема Паранойи) (1972) și Schizofrenia cu progresie lentă (Малопрогредиентная шизофрения) (1987), care a contribuit la hiperdiagnosticarea „schizofreniei cu evoluție lentă”, a început din nou să joace același rol pe care l-a jucat și înainte. Recent, sub influența sa, terapeuții au început să folosească pe scară largă antidepresive și antipsihotice, dar adesea în cazuri inadecvate și în doze nepotrivite, fără consultarea psihiatrilor. 
Această situație a deschis o nouă piață imensă pentru firmele farmaceutice, cu capacitățile lor nelimitate, cu fluxul de bolnavi psihici către medici. Smulevici își bazează diagnosticul de schizofrenie cu evoluție lentă, în special, pe aspectul și stilul de viață și subliniază faptul că prim-planul în imaginea schimbărilor negative este dat de contrastul dintre menținerea activității mentale (și, uneori, o capacitate destul de mare de muncă) și particularitatea, aspectul neobișnuit al aspectului și întregul stil de viață.
Potrivit comentariului Asociației Independente de Psihiatrie din Rusia pe textul din 2007 al lui Vladimir Rotstein, un doctrinar al școlii lui Snejnevski, există un număr suficient de pacienți cu delir de reformism în instituțiile de internare psihiatrică pentru tratament involuntar. În 2012, delirul reformismului a fost menționat ca simptom de tulburare mentală în Psihiatrie. Manual național al lui Tatiana Dmitrieva, Valeri Krasnov, Nikolai Neznanov, Valentin Semke și Alexandr Tiganov. În același an, Vladimir Pașkovski raportat în lucrarea că a diagnosticat 4,7% din 300 de pacienți cu delir de reformă. După cum notează sociologul rus Alexandr Tarasov, veți fi tratat într-un spital pentru ca dumneavoastră și toți cunoscuții dumneavoastră să învățați pe vecie că doar oameni ca Anatoli Ciubais sau Herman Gref se pot ocupa de reforme în țara noastră. În plus, suferiți de „sindromul litigiului” dacă ați trimis plângeri autorităților din capitală, care pot fi scrise doar de o autoritate reformistă sau de un avocat.
Potrivit doctorului în științe juridice Vladimir Ovchinski, diferențele regionale în rapoartele de expertiză medico-legală psihiatrică sunt surprinzătoare. De exemplu, în unele regiuni ale Rusiei, 8 sau 9 la sută dintre cei examinații sunt declarați sănătoși. În alte regiuni, până la 75 la sută din toți cei examinații sunt declarați sănătoși. În unele regiuni, mai puțin de 2 la sută dintre cei examinații sunt declarați schizofrenici. În schimb, în alte regiuni, până la 80 la sută dintre cei examinați sunt declarați schizofrenici.
În aprilie 1995, Duma de Stat a examinat primul proiect de lege care ar fi creat o Comisie Medicală de Stat cu un psihiatru care să certifice competența președintelui, a prim-ministrului și a înalților funcționari politici federali de îndeplinire a responsabilitățile funcțiilor lor. În 2002, psihiatrul ucrainean Ada Korotenko a declarat că astăzi se pune problema utilizării psihiatriei pentru reglarea conturile politice și stabilirea unui control psihiatric asupra persoanelor care concurează pentru putere în țară. Ea a spus că, evident, se vor găsi susținători ai fezabilității unui astfel de filtru, dar s-a mai întrebat dacă merită oare să înlocuim alegerile cu rapoartele medicale ale experților?
În 2003, sugestia de a folosi psihiatria pentru a preveni și demite oficiali din funcțiile lor a fost susținută de Alexandr Podrabinek, autorul cărții Punitive Medicine, o monografie de 265 de pagini, care acoperă abuzurile politice psihiatrice în Uniunea Sovietică. El a sugerat ca persoanele care aspiră la funcții înalte sau candidează în legislativ să aducă de la dispensarul psihiatric o referință că nu se află în registrul psihiatric și că ar trebui să fie supuse unui examen psihiatric în caz de comportament inadecvat. Îngrijorate de această problemă, autoritățile au hotărât că Legea rusă a sănătății mintale nu ar trebui să fie aplicată în cazul înalților funcționari și al sistemului judiciar, pe motiv că aceștia sunt învestiți cu imunitate parlamentară sau  judiciară . Un psihiatru care încalcă această regulă poate fi privat de diploma sa și condamnat la închisoare. În 2011, psihiatrii ruși au încercat din nou să promoveze ideea că aspirația accentuată a cuiva pentru putere poate fi raportată la simptome psihopatice și că există statistici despre 60 la sută dintre liderii actuali ai statelor care suferă de diverse forme de anomalii mentale.

## Documente și amintiri
Dovezile privind utilizarea abuzivă a psihiatriei în scopuri politice în Uniunea Sovietică au fost documentate într-o serie de articole și cărți. Mai multe asociații naționale de psihiatrie au examinat și au acționat pe baza acestei documentații.
Surse bine cunoscute, inclusiv memoriile publicate și scrise de victimele abuzului psihiatric, transmit suferințele morale și fizice trăite de victimele din spitalele psihiatrice speciale ale Uniunii Sovietice.

### Documente samizdat
În august 1969, Natalia Gorbanevskaia a terminat Amiază („Полдень”), cartea sa despre cazul demonstrației din 25 august 1968 din Piața Roșie și a început să o pună în circulație în samizdat. Cartea a fost tradusă în engleză și publicată cu titlul Red Square at Noon În unele capitole sunt descrise spitalele psihiatrice speciale și examinările psihiatrice la care au fost supuși disidenții. Un capitol este articolul "On Special Psychiatric Hospitals" scris în 1968 de P. Grigorenko.
În 1971, frații gemeni Zhores Medvedev și Roy Medvedev au publicat la Londra relatarea lor comună despre încarcerarea lui Zhores într-un spital de psihiatrie și despre practica sovietică de a diagnostica opozanții politici ca bolnavi mintal, în limba engleză A Question of Madness: Repression by Psychiatry in the Soviet Union =, cât și în limba rusă Кто сумасшедший.
Reportaj din azilul de nebuni („Репортаж из сумасшедшего дома”), memoriile în limba rusă ale lui Iuri Malțev, au fost publicate de editura Novy zhurnal, cu sediul la New York, în 1974.
În 1975 a apărut articolul Cei cinci ani petrecuți în spitalele de boli mintale al lui Viktor Fainberg, care emigrase în Franța în anul precedent, după patru ani petrecuți în Spitalul Psihiatric Special din Leningrad.
În 1976, Viktor Nekipelov a publicat în samizdat cartea sa Institutul proștilor: Note despre Institutul Serbski, documentând experiențele sale personale din timpul celor două luni de examinare la Institutul Serbski din Moscova.  În 1980, cartea a fost tradusă și publicată în limba engleză. În Rusia, cartea a fost publicată pentru prima oară în 2005.

### Asociații profesionale și grupuri pentru drepturile omului
Diferite documente și rapoarte au fost publicate în Buletinul informativ al Comisiei de lucru privind abuzul de psihiatrie în scopuri politice și au circulat în periodicul samizdat O cronică a evenimentelor actuale. Alte surse au fost documente ale Grupul Helsinki din Moscova și în cărțile lui Alexandr Podrabinek (Punitive Medicine, 1979) Anatoli Prokopenko (Psihiatria nebună, 1997, „Безумная психитрия”) de  și Vladimir Bukovski (Judecata de la Moscova , 1994). La acestea se poate adăuga Psihiatria sovietică - falsuri și fantezii de Ada Korotenko și Natalia Alikina ("Советская психиатрия. Заблуждения и умысел") and Executat prin nebunie, 1971 („Казнимые сумасшествием”)..
În 1972, 1975, 1976, 1984 și 1988,  Biroul de presă al Guvernului Statelor Unite ale Americii a publicat documente despre abuzul politic psihiatric în Uniunea Sovietică.
Din 1987 până în 1991, Asociația Internațională privind Utilizarea Politică a Psihiatriei (IAPUP) a publicat patruzeci și două de volume de Documente privind abuzul politic psihiatric în URSS. În prezent, acestea sunt păstrate de către  Biblioteca Universității Columbia în colecția de arhivă intitulată Human Rights Watch Records: Helsinki Watch, 1952-2003, Series VII: Chris Panico Files, 1979-1992, USSR, Psychiatry, International Association on the Political Use of Psychiatry, Box 16, Folder 5-8 (versiunea în limba engleză) și Box 16, Folder 9-11 (versiunea în limba rusă).
În 1992, Asociația Medicală Britanică a publicat anumite documente pe această temă în Medicina trădată: Participarea medicilor la încălcările drepturilor omului.

### Memorii
În 1978, a fost publicată cartea Și vântul se întoarce...( И возвращается ветер...) de Vladimir Bukovski, care descrie mișcarea disidentă, lupta lor pentru libertate, practicile de tratare a disidenților și zecile de ani petrecuți de el în lagărele de muncă, închisorile și spitalele psihiatrice sovietice și care a fost tradusă ulterior în engleză sub titlul To Build a Castle: My Life as a Dissenter (Să construiești un castel: Viața mea ca disident).
În 1979, Leonid Pliușci și-a publicat cartea La carnavalul istoriei (На Карнавале Истории) în care a descris cum el și alți disidenți au fost internați în spitale psihiatrice.. În același an, cartea a fost tradusă în limba engleză sub titlul Carnavalul istoriei: autobiografia unui dizident (History's Carnival: A Dissident's Autobiography).
În 1980, a apărut cartea lui Iuri Belov Reflecții nu numai despre Siciovka: Roslavl 1978 (Размышления не только о Сычёвке: Рославль 1978)
În 1981, Petro Grigorenko și-a publicat memoriile În subteran pot fi întâlniți numai șobolani (В подполье можно встретить только крыс...), care includea povestea examinărilor sale psihiatrice și a spitalizărilor.. În 1982, cartea a fost tradusă în limba engleză sub titlul Memoirs.
În 1982, filosoful sovietic Piotr Abovin-Eghides a publicat articolul Paralogismele psihiatriei polițienești și relația lor cu etica medicală (Паралогизмы полицейской психиатрии и их соотношение с медицинской этикой).
În 1983, cartea lui Evgeni Nikolaev Trădătorii lui Hipocrate (Предавшие Гиппократа), care relata despre detenția psihiatrică a autorului său din motive politice, a fost tradusă din rusă în germană sub titlul Spălarea creierului la Moscova (Gehirnwäsche in Moskau) și a apărut pentru prima dată la München În 1984, cartea a fost publicată în limba rusă cu titlul original pentru prima dată.
În 1983, Iuri Vetohin și-a publicat memoriile Predispus să fugă (Склонен к побегу) traduse în engleză în 1986 cu titlul Predispus la evadare(Inclined to Escape)
În 1987, Robert van Voren a publicat cartea Koryagin: A man Struggling for Human Dignity, care vorbește despre psihiatrul Anatoli Koriaghin, care a rezistat abuzului psihiatric în Uniunea Sovietică.
Viktor Rafalski a publicat Reportaj de nicăieri (Репортаж из Ниоткуда) în 1988. În această publicație, el a descris internarea sa în spitalele sovietice de psihiatrie.
In 1993, Valeria Novodvorskaia a publicat o colecție de scrieri De partea cealaltă a disperării (По ту сторону отчаяния) în care a fost descrisă experiența ei în spitalul psihiatric al închisorii din Kazan.
În 1996, Vladimir Bukovski a publicat cartea Procesul de la Moscova (Московский процесс), care conține o relatare a dezvoltării psihiatriei punitive pe baza documentelor care erau înaintate către și examinate de către Biroul politic al Comitetului Central al Partidului Comunist al Uniunii Sovietice. Cartea a fost tradusă în engleză în 1998 sub titlul Reglarea de conturi cu Moscova: Un proces de la Nürnberg pentru agenții sovietici și tovarășii de drum occidentali (Reckoning With Moscow: A Nuremberg Trial for Soviet Agents and Western Fellow Travelers).
În 2001, Nikolai Kuprianov și-a publicat cartea GULAG-2-SN (ГУЛАГ-2-СН), cu o prefață semnată de Anatoli Sobceak, se referă la psihiatria represivă din Armata Sovietică și povestește umilințele la care a fost supus autorul în departamentele de psihiatrie ale Spitalul Flotei de nord și ale Academia de Medicină Militară Kirov.
În 2002, psihiatrul legist peterburghez Vladimir Pșizov și-a publicat cartea Sindromul spațiului închis. Notele unui psihiatru criminalist (Синдром замкнутого пространства (Записки судебного психиатра) în care descrie spitalizarea lui Viktor Fainberg.
În 2003, a fost publicată cartea Destinul meu și lupta mea împotriva psihiatrilor (Моя судьба и моя борьба против психиатров), scrisă de Anatoli Serov, care a lucrat ca inginer proiectant principal înainte de a fi internat într-un spital de psihiatrie.
În 2010, Alexandr Șatravka și-a publicat cartea Evadarea din Paradis (Побег из рая ) în care a descris cum el și tovarășii săi au fost prinși după ce au trecut ilegal granița dintre Uniunea Sovietică și Finlanda și Uniunea Sovietică pentru ca să evadeze din „raiul comunist” și, ca urmare, au fost închiși în spitale psihiatrice și închisori sovietice. În cartea sa, el a descris, de asemenea, metodele de tratare brutală a prizonierilor din instituțiile psihiatrice.
În 2012, Galina Andreiev, soția disidentului sovietic și credinciosului creștin Vladimir Hailo și-a publicat cartea Supus unei persecuții extreme (Subjected to Intense Persecution).
În 2014 a apărut cartea În spatele zidului galben (За жёлтой стеной) a lui Alexandr Avgust, un fost deținut al spitalelor psihiatrice sovietice care, în cartea sa, descrie un cerc mai larg de pacienților acestora decât o face de obicei literatura de specialitate.

### Opere literare
În 1965, Valeri Tarsis a publicat în Occident cartea Pavilionul 7: Un roman autobiografic (Ward 7: An Autobiographical Novel), bazată pe propriile experiențe din 1963-1964, când a fost deținut din motive politice în spitalul psihiatric Kașcenko din Moscova. Cartea a fost prima lucrare literară care a abordat abuzurile autorităților sovietice în domeniul psihiatriei.
În 1968, poetul rus  Joseph Brodsky a scris Gorbunov și Gorceakov (Горбунóв и Горчакóв), un poem de patruzeci de pagini în treisprezece cânturi constând în lungi conversații între doi pacienți dintr-o închisoare psihiatrică sovietică, precum și între fiecare dintre ei în parte și psihiatrii care îi interogau. Subiectele variază de la gustul verzei servite la cină până la sensul vieții și destinul Rusiei. Poemul a fost tradus în engleză de Harry Thomas. Experiența care stă la baza Gorbunov și Gorceakov s-a bazat de două internări ale lui Brodski în instituții psihiatrice.
În 1977, dramaturgul britanic Tom Stoppard a scris piesa de teatru Fiecare băiat bun merită o favoare (Every Good Boy Deserves Favour) care critica practica sovietică de a trata disidența politică ca pe o formă de boală psihică. Piesa este dedicată disidenților sovietici expulzați în Occident Viktor Fainberg și Vladimir Bukovski.
În romanul din 1983 Firefox Down de Craig Thomas, pilotul american capturat Mitchell Gant este închis într-o clinică psihiatrică KGB „asociată cu Institutul Serbski”, unde este drogat și interogat pentru a-l forța să dezvăluie locația avionului  MiG-31 „Firefox”, pe care l-a furat și l-a scos din Rusia.

### Filme documentare
Folosirea psihiatriei în scopuri politice în URSS a fost discutată în mai multe documentare de televiziune:
- Ei au ales libertatea (Они выбирали свободу), produs de Vladimir V. Kara-Murza în 2005, este un documentar TV în patru părți despre istoria disidenței politice în URSS din anii '50 până în anii '90[288].
- Psihiatria penitenciară (Тюремная психиатрия), produs de Anatoli Iaroșevski de la NTV în 2005[289].
- Paralele, evenimente, oameni (Паралле́ли, собы́тия, лю́ди) (cu episodul Psihiatria punitivă) produs de Natella Boltanskaia pentru Vocea Americii în 2014[290]
- Practicile psihiatrice în Uniunea Sovietică (interviu TV), prezentat de Cable-Satellite Public Affairs Network la 17 iulie 1989, cu participarea lui William Farrand, Peter Reddaway, Darrel Regier, care au fost membri ai delegației americane în timpul vizitei sale la unitățile psihiatrice sovietice în februarie 1989[291].